# Bridgerton (Romanreihe)

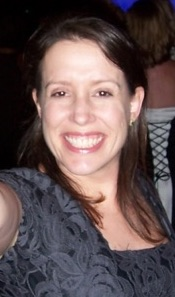
Autorin Julia Quinn

Bridgerton oder Die Bridgertons, englisch The Bridgerton Series, ist eine Reihe von acht historischen Liebesromanen der amerikanischen Autorin Julia Quinn, die in den Jahren von 2000 bis 2006 beim Avon-Verlag ersterschienen. Sie handeln von der fiktionalen titelgebenden Familie Bridgerton, bestehend aus acht Geschwistern, und spielen in der Regency Era, wodurch sie zum Subgenre Regency Romance gehören. Mehrere von ihnen waren zum Erscheinen New-York-Times-Bestseller und vom Schriftstellerverband Romance Writers of America geehrt.
Seit 2020 wird auf Netflix eine von Shonda Rhimes produzierte gleichnamige Verfilmung der Reihe als Fernsehserie veröffentlicht.
In Deutschland erschienen die Erstausgaben beim Cora Verlag; seit der Netflix-Serie werden Taschenbücher von HarperCollins herausgegeben.

## Allgemeines

### Inhalt
Wie die vorangegangenen Romane von Julia Quinn erhielten die Bridgerton-Romane Titel, die auf andere Werke und Filme anspielen (etwa der erste auf The King and I und der zweite auf The Spy Who Loved Me), und sind im Großbritannien, hauptsächlich London, des frühen 19. Jahrhunderts der Regency Era verortet. Diese war der Höhepunkt der „Social Season“, in der sich die britische Elite während der Sommermonate in London traf und Bälle veranstaltete, wo Debütantinnen vorgestellt wurden und Unverheiratete einen Partner finden sollten. Im Zentrum steht die titelgebende angesehene Familie Bridgerton, die verwitwete Mutter Violet und ihre acht noch unverheirateten Kinder, jeweils vier Töchter und Söhne: Anthony, Benedict, Colin, Daphne, Eloise, Francesca, Gregory und Hyacinth. Die acht Romane behandeln jeweils die Liebesgeschichte einer der Geschwister, die darin ihren Partner finden und heiraten. Laut Quinn seien ursprünglich nur drei Bände geplant gewesen, die Daphne, Anthony und Benedict behandeln, aber auf Nachfragen der Leser nach den übrigen Bridgerton-Geschwistern schrieb sie die weiteren Romane.
Weitere wiederkehrende relevante Figuren sind die Familie Featherington mit mehreren Töchtern, von denen vor allem Penelope heraussticht, die mit den Bridgertons befreundet ist; die Debütantin Cressida Cowper, verh. Twombley, die vor allem Penelope hänselt; die ältere Witwe Lady Danbury, die als „Löwin“ gefürchtet ist, weil sie sich herausnimmt, stets gerade heraus zu sprechen (die Figur erschien erstmals in Quinns vorangegangenem Roman How to Marry a Marquis); und die mysteriöse Lady Whistledown, die anonym eine Klatschkolumne über die Ereignisse in der Elite herausgibt. Diese führen die Kapitel der ersten vier Bände an, bis schließlich ihre Identität enthüllt wird. Quinn erfand diese Kolumnen als erzählerisches Mittel, um den Lesern erklärende Hintergrundinformationen zur Geschichte und den Figuren zu liefern, die nicht auf natürliche Weise von den Figuren selbst in Dialogen genannt würden.

### Übersicht
| Bücher | Bücher                                                      | Bücher     | Bücher                                        | Handlung                            | Handlung                                             | Handlung                                     |
| Nr.    | Titel                                                       | Erscheinen | Aufteilung                                    | Handlungszeit                       | Protagonisten                                        | Protagonisten                                |
| ------ | ----------------------------------------------------------- | ---------- | --------------------------------------------- | ----------------------------------- | ---------------------------------------------------- | -------------------------------------------- |
| 1      | Wie erobert man einen Herzog? 1 The Duke and I              | 2000       | Prolog + 21 Kapitel                           | April–August 1813                   | Daphne Bridgerton (* 1792)                           | Simon Basset, Duke of Hastings (* 1784)      |
| 2      | Wie bezaubert man einen Viscount? The Viscount Who Loved Me | 2000       | Prolog + 22 Kapitel                           | April–Juni 1814                     | Viscount Anthony Bridgerton (* 1784)                 | Kate Sheffield (* 1793)                      |
| 3      | Zauber einer Ballnacht 2 An Offer From A Gentleman          | 2001       | Prolog + Teil 1 und Teil 2 (insg. 23 Kapitel) | 1: Mai–Juni 1815 2: April–Juni 1817 | Benedict Bridgerton (* 1786)                         | Sophie Beckett (* 1794)                      |
| 4      | Wer ist Lady Whistledown? 3 Romancing Mister Bridgerton     | 2002       | Prolog + 23 Kapitel                           | April–Mai 1824                      | Colin Bridgerton (* 1791)                            | Penelope Featherington (* 1796)              |
| 5      | In Liebe, Ihre Eloise To Sir Phillip, With Love             | 2003       | Prolog + 19 Kapitel                           | Mai 1824                            | Eloise Bridgerton (* 1796)                           | Sir Phillip Crane (* 1794)                   |
| 6      | Ein hinreißend verruchter Gentleman When He Was Wicked      | 2004       | Teil 1 und Teil 2 (insg. 24 Kapitel)          | 1: März 1820 2: März–Juni 1824      | Francesca Bridgerton, Countess of Kilmartin (* 1797) | Michael Stirling, Earl of Kilmartin (* 1791) |
| 7      | Mitternachtsdiamanten It’s In His Kiss                      | 2005       | Prolog + 21 Kapitel                           | 1825                                | Hyacinth Bridgerton (* 1803)                         | Sir Gareth St. Clair (* 1797)                |
| 8      | Hochzeitsglocken für Lady Lucy On the Way To the Wedding    | 2006       | Prolog + 25 Kapitel                           | 1827                                | Gregory Bridgerton (* 1801)                          | Lady Lucinda Abernathy (* 1807)              |

Anmerkung zur Aufteilung: Jeder Band enthält noch einen Epilog, die im Gegensatz zum kapitellangen Prolog sehr wenige Seiten lang sind. Spätere Ausgaben beinhalten üblicherweise auch die nachträglich geschriebenen „zweiten Epiloge“ von der Länge eines Kapitels, die für einen Blick in die Zukunft der Paare erheblich später spielen.
Anmerkungen zu Titeln:

## Bücher im Einzelnen
|                                          |                                          |                                          |                                          |                                          |                                          |  |  |                              |                              |                              |                              |                              |                              |  |  |                           |                           |                           |                           |                           |                           |  |  | Edmund Bridgerton, 8. Viscount (* 1764 † 1803) | Edmund Bridgerton, 8. Viscount (* 1764 † 1803) | Edmund Bridgerton, 8. Viscount (* 1764 † 1803) | Edmund Bridgerton, 8. Viscount (* 1764 † 1803) | Edmund Bridgerton, 8. Viscount (* 1764 † 1803) | Edmund Bridgerton, 8. Viscount (* 1764 † 1803) |  |  | Violet Bridgerton, geb. Ledger (* 1766) | Violet Bridgerton, geb. Ledger (* 1766) | Violet Bridgerton, geb. Ledger (* 1766) | Violet Bridgerton, geb. Ledger (* 1766) | Violet Bridgerton, geb. Ledger (* 1766) | Violet Bridgerton, geb. Ledger (* 1766) |  |  |                               |                               |                               |                               |                               |                               |  |  |                             |                             |                             |                             |                             |                             |  |  |                              |                              |                              |                              |                              |                              |
|                                          |                                          |                                          |                                          |                                          |                                          |  |  |                              |                              |                              |                              |                              |                              |  |  |                           |                           |                           |                           |                           |                           |  |  | Edmund Bridgerton, 8. Viscount (* 1764 † 1803) | Edmund Bridgerton, 8. Viscount (* 1764 † 1803) | Edmund Bridgerton, 8. Viscount (* 1764 † 1803) | Edmund Bridgerton, 8. Viscount (* 1764 † 1803) | Edmund Bridgerton, 8. Viscount (* 1764 † 1803) | Edmund Bridgerton, 8. Viscount (* 1764 † 1803) |  |  | Violet Bridgerton, geb. Ledger (* 1766) | Violet Bridgerton, geb. Ledger (* 1766) | Violet Bridgerton, geb. Ledger (* 1766) | Violet Bridgerton, geb. Ledger (* 1766) | Violet Bridgerton, geb. Ledger (* 1766) | Violet Bridgerton, geb. Ledger (* 1766) |  |  |                               |                               |                               |                               |                               |                               |  |  |                             |                             |                             |                             |                             |                             |  |  |                              |                              |                              |                              |                              |                              |
|                                          |                                          |                                          |                                          |                                          |                                          |  |  |                              |                              |                              |                              |                              |                              |  |  |                           |                           |                           |                           |                           |                           |  |  |                                                |                                                |                                                |                                                |                                                |                                                |  |  |                                         |                                         |                                         |                                         |                                         |                                         |  |  |                               |                               |                               |                               |                               |                               |  |  |                             |                             |                             |                             |                             |                             |  |  |                              |                              |                              |                              |                              |                              |
|                                          |                                          |                                          |                                          |                                          |                                          |  |  |                              |                              |                              |                              |                              |                              |  |  |                           |                           |                           |                           |                           |                           |  |  |                                                |                                                |                                                |                                                |                                                |                                                |  |  |                                         |                                         |                                         |                                         |                                         |                                         |  |  |                               |                               |                               |                               |                               |                               |  |  |                             |                             |                             |                             |                             |                             |  |  |                              |                              |                              |                              |                              |                              |
| Anthony Bridgerton, 9. Viscount (* 1784) | Anthony Bridgerton, 9. Viscount (* 1784) | Anthony Bridgerton, 9. Viscount (* 1784) | Anthony Bridgerton, 9. Viscount (* 1784) | Anthony Bridgerton, 9. Viscount (* 1784) | Anthony Bridgerton, 9. Viscount (* 1784) |  |  | Benedict Bridgerton (* 1786) | Benedict Bridgerton (* 1786) | Benedict Bridgerton (* 1786) | Benedict Bridgerton (* 1786) | Benedict Bridgerton (* 1786) | Benedict Bridgerton (* 1786) |  |  | Colin Bridgerton (* 1791) | Colin Bridgerton (* 1791) | Colin Bridgerton (* 1791) | Colin Bridgerton (* 1791) | Colin Bridgerton (* 1791) | Colin Bridgerton (* 1791) |  |  | Daphne Bridgerton (* 1792)                     | Daphne Bridgerton (* 1792)                     | Daphne Bridgerton (* 1792)                     | Daphne Bridgerton (* 1792)                     | Daphne Bridgerton (* 1792)                     | Daphne Bridgerton (* 1792)                     |  |  | Eloise Bridgerton (* 1796)              | Eloise Bridgerton (* 1796)              | Eloise Bridgerton (* 1796)              | Eloise Bridgerton (* 1796)              | Eloise Bridgerton (* 1796)              | Eloise Bridgerton (* 1796)              |  |  | Francesca Bridgerton (* 1797) | Francesca Bridgerton (* 1797) | Francesca Bridgerton (* 1797) | Francesca Bridgerton (* 1797) | Francesca Bridgerton (* 1797) | Francesca Bridgerton (* 1797) |  |  | Gregory Bridgerton (* 1801) | Gregory Bridgerton (* 1801) | Gregory Bridgerton (* 1801) | Gregory Bridgerton (* 1801) | Gregory Bridgerton (* 1801) | Gregory Bridgerton (* 1801) |  |  | Hyacinth Bridgerton (* 1803) | Hyacinth Bridgerton (* 1803) | Hyacinth Bridgerton (* 1803) | Hyacinth Bridgerton (* 1803) | Hyacinth Bridgerton (* 1803) | Hyacinth Bridgerton (* 1803) |

### Wie erobert man einen Herzog?
Die Protagonisten des ersten Bandes sind Daphne Bridgerton, die vierte der Geschwister und älteste der Töchter, und Simon Basset, der Duke von Hastings, die während des Hauptteils der Geschichte 21 und 29 Jahre alt sind. Den Kapiteln sind Kolumnen der Lady Whistledown vorangestellt.
Prolog: Bei der Geburt von Simon Basset, Sohn des Dukes von Hastings, verstirbt seine Mutter; er wird fortan von der Kindsschwester Hopkins erzogen und nur selten von seinem Vater besucht. Mit zwei Jahren spricht er noch nicht und mit vier Jahren stottert er, als sein Vater droht, ihn zu schlagen. Hopkins hilft ihm, das Stottern zu kontrollieren, doch als er mit elf Jahren seinem Vater wieder gegenübersteht, ist er zu nervös zu sprechen. Als sein Vater ihn ablehnt, schwört er, das Gegenteil seines Vaters zu werden.
1813: Nach dem Tod seines Vaters kehrt Simon, der geschworen hat nie zu heiraten und Kinder zu kriegen, nach London zurück. Daphne, die bereits zwei Saisons hinter sich hat, hofft auf eine Hochzeit aus Liebe, die Kinder hervorbringen wird. Auf einem Ball von Lady Danbury knockt Daphne den hartnäckigen Verfolger Berbrooke aus, was Simon beobachtet. Nachdem er von Müttern belagert wurde, die ihre Töchter verkuppeln wollen, treffen die beiden während eines Tanzes die Verabredung, dass er vorspielen wird, um sie zu werben, wodurch die Mütter ihn in Ruhe lassen, aber Daphne für Freier interessanter erscheinen soll. Weil Anthony, Daphnes ältester Bruder und Simons Freund, um dessen Ruf als Frauenheld weiß und gegen dessen Werben um seine Schwester ist, weihen sie ihn in den Plan ein, dem er nur unter der Bedingung zustimmt, dass sie niemals alleine seien. Zwei Wochen später auf einem Ball spricht ein Herzog Daphne an, dass er Briefe von Simons Vater habe, worauf Simon davonstürmt. Als sie ihn findet, sind sie im Garten alleine, wo Simon sie küsst und auszuziehen beginnt, als plötzlich Anthony dazukommt und auf Simon einprügelt. Um Daphnes Ehre nicht zu ruinieren, wollen die beiden Männer sich am nächsten Morgen duellieren, doch Daphne geht rechtzeitig dazwischen und bringt Simon dazu, einer Heirat zuzustimmen, obwohl er sagt, dass er keine Kinder haben könne.
Im Gespräch vor der Hochzeitsnacht zwischen Mutter und Tochter deutet Lady Bridgerton an, dass der eheliche Vollzug zur Schwangerschaft führe. Auf dem Weg zu Simons Heim Clyvedon haben sie in einem Gasthaus erstmals Sex, aber Simon zieht vor der Ejakulation heraus. In Clyvedon erfährt Daphne von der Haushälterin über Simons Eltern und durch deren Aussage, dass es kräftigen Samen brauche, um ein Kind zu bekommen, erkennt sie beim nächsten Sex, dass Simon körperlich in der Lage wäre, Kinder zu bekommen, es aber aus persönlichen Gründen ablehnt, sodass sie ihm vorwirft, sie belogen zu haben. Nachdem Simon sich wegen ihres Streits betrunken hat, haben sie wieder Sex, doch Daphne hält ihn dabei so fest, dass er diesmal nicht herausziehen kann, worauf Simon sie verlässt und Daphne nach London geht. Dort glaubt sie, weil ihre Periode nicht kommt, schwanger zu sein, und schreibt dies an Simon; den Brief überbringt wütend Anthony. Als Simon in London ankommt, ist Daphne bei einem Ausritt, denn ihre Periode hat zwei Tage zuvor begonnen. Sie versöhnen sich und überzeugen auch Daphnes Brüder, die im Hastings-Haus warteten. Als sie wieder Sex haben, zieht Simon nicht heraus.
Epilog: Vier Jahre später, nachdem sie bereits drei Töchter namens Amelia, Belinda und Carolin bekommen haben, wird ihr erster Sohn geboren, den sie David nennen, wie Lady Whistledown richtig errät.
Zweiter Epilog: Mit 41 Jahren, 17 Jahre nach ihrem vierten Kind, ist Daphne wieder schwanger. Sie erhält Besuch von Colin und Penelope mit ihren Kindern, von denen der jüngste mit drei Jahren noch nicht spricht, weswegen sie Rat bei Simon suchen wollen, der aber zunächst nicht da ist. Nach seiner Rückkehr lässt er, weil dort etwas zu dem Thema stehen könnte, Daphne die Briefe seines Vaters öffnen und vorlesen. Er rät Colin und Penelope, dass sie ihren Sohn einfach lieben sollen.
|                        |                        |                        |                        |                        |                        |  |  |                         |                         |                         |                         | Simon Basset, Duke of Hastings (* 1784) | Simon Basset, Duke of Hastings (* 1784) | Simon Basset, Duke of Hastings (* 1784) | Simon Basset, Duke of Hastings (* 1784) | Simon Basset, Duke of Hastings (* 1784) | Simon Basset, Duke of Hastings (* 1784) |                          |                          | Daphne Bridgerton (* 1792) | Daphne Bridgerton (* 1792) | Daphne Bridgerton (* 1792) | Daphne Bridgerton (* 1792) | Daphne Bridgerton (* 1792) | Daphne Bridgerton (* 1792) |                       |                       |                       |                       |  |  |                        |                        |                        |                        |                        |                        |
|                        |                        |                        |                        |                        |                        |  |  |                         |                         |                         |                         | Simon Basset, Duke of Hastings (* 1784) | Simon Basset, Duke of Hastings (* 1784) | Simon Basset, Duke of Hastings (* 1784) | Simon Basset, Duke of Hastings (* 1784) | Simon Basset, Duke of Hastings (* 1784) | Simon Basset, Duke of Hastings (* 1784) |                          |                          | Daphne Bridgerton (* 1792) | Daphne Bridgerton (* 1792) | Daphne Bridgerton (* 1792) | Daphne Bridgerton (* 1792) | Daphne Bridgerton (* 1792) | Daphne Bridgerton (* 1792) |                       |                       |                       |                       |  |  |                        |                        |                        |                        |                        |                        |
|                        |                        |                        |                        |                        |                        |  |  |                         |                         |                         |                         |                                         |                                         |                                         |                                         |                                         |                                         |                          |                          |                            |                            |                            |                            |                            |                            |                       |                       |                       |                       |  |  |                        |                        |                        |                        |                        |                        |
|                        |                        |                        |                        |                        |                        |  |  |                         |                         |                         |                         |                                         |                                         |                                         |                                         |                                         |                                         |                          |                          |                            |                            |                            |                            |                            |                            |                       |                       |                       |                       |  |  |                        |                        |                        |                        |                        |                        |
| Amelia Basset (* 1814) | Amelia Basset (* 1814) | Amelia Basset (* 1814) | Amelia Basset (* 1814) | Amelia Basset (* 1814) | Amelia Basset (* 1814) |  |  | Belinda Basset (* 1815) | Belinda Basset (* 1815) | Belinda Basset (* 1815) | Belinda Basset (* 1815) | Belinda Basset (* 1815)                 | Belinda Basset (* 1815)                 |                                         |                                         | Caroline Basset (* 1816)                | Caroline Basset (* 1816)                | Caroline Basset (* 1816) | Caroline Basset (* 1816) | Caroline Basset (* 1816)   | Caroline Basset (* 1816)   |                            |                            | David Basset (* 1817)      | David Basset (* 1817)      | David Basset (* 1817) | David Basset (* 1817) | David Basset (* 1817) | David Basset (* 1817) |  |  | Edward Basset (* 1834) | Edward Basset (* 1834) | Edward Basset (* 1834) | Edward Basset (* 1834) | Edward Basset (* 1834) | Edward Basset (* 1834) |

### Wie bezaubert man einen Viscount?
Die Protagonisten des zweiten Bandes sind Viscount Anthony Bridgerton, ältester der Geschwister, und Kate Sheffield, Halbschwester von Edwina Sheffield, die Anthony sich eigentlich als intendierte Braut aussucht. Anthony und Kate sind während des Hauptteils der Geschichte 30 und 21 Jahre alt. Den Kapiteln sind Kolumnen der Lady Whistledown vorangestellt.
Prolog: 1803 Als der achtzehnjährige Anthony gerade von einem Ausritt nach Hause kommt, erzählt die weinende Daphne ihm, dass ihr Vater Edmund nach einem Bienenstich (durch eine allergische Reaktion) verstorben ist. Ihre trauernde Mutter Violet ist mit dem achten Kind (Hyacinth) schwanger. Weil Anthony seinen Vater bewundert hat und glaubt, dass er ihn in keiner Weise übertreffen kann, ist er überzeugt, dass er in einem früheren Alter als sein Vater sterben wird.
1814: Fünf Jahre nach dem Tod von Kates Vater ist ihre Stiefmutter Mary mit ihrer Tochter Edwina und der älteren Kate für eine Saison vom Land nach London gezogen, sodass beide Töchter ihre erste Saison haben, in der Edwina bereits als die Favoritin unter den Debütantinnen gilt. Anthony beschließt, da er seines Erachtens nicht mehr viele Jahre hat, es sei Zeit zu heiraten, ohne sich zu verlieben, und einen Erben zu zeugen. Dafür wählt er die Favoritin Edwina, doch Kate, die ihre Informationen durch Whistledowns Kolumnen erhält, hält nichts von ihm und rät ihr davon ab, sich auf einen solchen Frauenheld einzulassen. Weil Edwina niemanden ohne die Billigung ihrer Schwester heiraten würde, weiß Anthony, der Weg zu Edwina führt über Kate. Nach einem Ball, auf dem er mit beiden getanzt hat, besucht Anthony die Sheffields, als Edwina gerade mit Berbrooke eine Spazierfahrt macht, sodass er nur Kate, ihren Corgi Newton und Mary antrifft. Während Anthony und Kate den Hund im Hyde Park Gassi führen, springt er vor Edwina und Berbrooke in den Serpentine-See, sodass alle vier nass werden und Edwina sich erkältet. Als Kate Tage später ein Musical im Hause Bridgerton besucht, versucht sie sich vor Anthony zu verstecken, aber landet ausgerechnet unter dem Schreibtisch in seinem Bürozimmer, was überraschend zu einem Kuss zwischen ihnen führt. Später besuchen die Sheffields für eine Woche eine Party auf dem Bridgerton-Landhaus Aubrey Hall in Kent, wo Kate und Edwina zu einer Runde Pall Mall mit Daphne, Simon und Colin eingeladen werden, bei der Kate sich den schwarzen „Todesschläger“ schnappt und Anthonys Ball in einem Teich versenkt. In der Nacht wandert Kate schlaflos in die Bibliothek, als es plötzlich anfängt zu gewittern, was sie in panische Angst versetzt. Anthony findet sie dort und hilft ihr, das Gewitter zu überstehen. Am Morgen sind Kate und Anthony im Garten, wo sie von einer Biene gestochen wird; panisch, dass sie daran sterben könnte, versucht Anthony mit seinen Lippen an der Stichstelle ein Gift auszusaugen – dabei wird er von Mary Sheffield, Violet Bridgerton und Portia Featherington gesehen, was ihn kompromittiert, sodass sie gezwungen sind, bald darauf zu heiraten. Anthony versichert ihr, dass er sie zwar nicht lieben werden würde, aber ihre Ehe auf Freundschaft und Respekt bestehe.
Eines Nachts, als Kate und Anthony im Bett liegen, gewittert es wieder heftig und im Traum ruft Kate mit kindlicher Stimme nach ihrer Mutter. Um ihre Angst zu verstehen, fragen sie Mary, wie genau Kates Mutter gestorben ist: diese lag während einer Regenzeit im Sterben. Eines Tages stand auch die dreijährige Kate im Zimmer, doch gerade als man sie heraustragen wollte, verstarb ihre Mutter mit offenem Mund und zugleich donnerte es heftig, was Kate so verstörte, dass sie ziemlich lange schrie. Kate geht es dadurch, die Wahrheit gehört zu haben, besser und sie erzählt, dass sie während der Gewitter das Gefühl hatte, sie würde sterben, worauf Anthony realisiert, dass er sie liebt. Er verlässt überstürzt das Haus, betrinkt sich und schickt Kate weg, als sie ihn im Haus seiner Familie findet. Doch als seine Brüder mit ihm sprechen, erkennt er, dass er ihr einfach sagen muss, dass er sie liebt; nur ist sie nicht da, als er nach Hause kommt, sondern mit ihrer Schwester bei einer Kutschfahrt. Im Park wird er Zeuge, wie die Kutsche mit Kate, Edwina und deren Werber Mr. Bagwell außer Kontrolle gerät und umkippt. Kate ist eingeklemmt und wird von Anthony befreit, aber hat ein Bein gebrochen. Weil er aus Angst, sie würde sterben, gesagt hatte, er hätte es sein sollen, der stirbt, erklärt er ihr durch den Tod seines Vaters seine Überzeugung, dass er früh sterben würde und nur noch höchstens neun Jahre habe.
Epilog: Im Jahr 1823 hat Anthony seinen 39. Geburtstag und ist damit älter als sein Vater geworden.
Zweiter Epilog: 15 Jahre später vor dem jährlichen Pall Mall versuchen Kate und Anthony, sich jeweils den Schläger des Todes zu sichern, der aber überraschend bei Colin landet. Während des Spiels fliegen ihre Bälle in eine von Kate geschaffene Matschpfütze, durch die sie selber dreckig wird, und schließlich in den See. Sie verlassen das Spiel, um sich stattdessen im See zu vergnügen.
|                             |                             |                             |                             |                             |                             |  |  | Vater †                   | Vater †                   | Vater †                   | Vater †                   | Vater †                   | Vater †                   |  |  |                               |                               |                               |                               |                               |                               |  |  | Mary Sheffield           | Mary Sheffield           | Mary Sheffield           | Mary Sheffield           | Mary Sheffield           | Mary Sheffield           |
|                             |                             |                             |                             |                             |                             |  |  | Vater †                   | Vater †                   | Vater †                   | Vater †                   | Vater †                   | Vater †                   |  |  |                               |                               |                               |                               |                               |                               |  |  | Mary Sheffield           | Mary Sheffield           | Mary Sheffield           | Mary Sheffield           | Mary Sheffield           | Mary Sheffield           |
|                             |                             |                             |                             |                             |                             |  |  |                           |                           |                           |                           |                           |                           |  |  |                               |                               |                               |                               |                               |                               |  |  |                          |                          |                          |                          |                          |                          |
| Anthony Bridgerton (* 1784) | Anthony Bridgerton (* 1784) | Anthony Bridgerton (* 1784) | Anthony Bridgerton (* 1784) | Anthony Bridgerton (* 1784) | Anthony Bridgerton (* 1784) |  |  | Kate Sheffield (* 1793)   | Kate Sheffield (* 1793)   | Kate Sheffield (* 1793)   | Kate Sheffield (* 1793)   | Kate Sheffield (* 1793)   | Kate Sheffield (* 1793)   |  |  | Edwina Sheffield              | Edwina Sheffield              | Edwina Sheffield              | Edwina Sheffield              | Edwina Sheffield              | Edwina Sheffield              |  |  | Mr. Bagwell              | Mr. Bagwell              | Mr. Bagwell              | Mr. Bagwell              | Mr. Bagwell              | Mr. Bagwell              |
| Anthony Bridgerton (* 1784) | Anthony Bridgerton (* 1784) | Anthony Bridgerton (* 1784) | Anthony Bridgerton (* 1784) | Anthony Bridgerton (* 1784) | Anthony Bridgerton (* 1784) |  |  | Kate Sheffield (* 1793)   | Kate Sheffield (* 1793)   | Kate Sheffield (* 1793)   | Kate Sheffield (* 1793)   | Kate Sheffield (* 1793)   | Kate Sheffield (* 1793)   |  |  | Edwina Sheffield              | Edwina Sheffield              | Edwina Sheffield              | Edwina Sheffield              | Edwina Sheffield              | Edwina Sheffield              |  |  | Mr. Bagwell              | Mr. Bagwell              | Mr. Bagwell              | Mr. Bagwell              | Mr. Bagwell              | Mr. Bagwell              |
|                             |                             |                             |                             |                             |                             |  |  |                           |                           |                           |                           |                           |                           |  |  |                               |                               |                               |                               |                               |                               |  |  |                          |                          |                          |                          |                          |                          |
|                             |                             |                             |                             |                             |                             |  |  |                           |                           |                           |                           |                           |                           |  |  |                               |                               |                               |                               |                               |                               |  |  |                          |                          |                          |                          |                          |                          |
| Edmund Bridgerton (* 1815)  | Edmund Bridgerton (* 1815)  | Edmund Bridgerton (* 1815)  | Edmund Bridgerton (* 1815)  | Edmund Bridgerton (* 1815)  | Edmund Bridgerton (* 1815)  |  |  | Miles Bridgerton (* 1817) | Miles Bridgerton (* 1817) | Miles Bridgerton (* 1817) | Miles Bridgerton (* 1817) | Miles Bridgerton (* 1817) | Miles Bridgerton (* 1817) |  |  | Charlotte Bridgerton (* 1822) | Charlotte Bridgerton (* 1822) | Charlotte Bridgerton (* 1822) | Charlotte Bridgerton (* 1822) | Charlotte Bridgerton (* 1822) | Charlotte Bridgerton (* 1822) |  |  | Mary Bridgerton (* 1830) | Mary Bridgerton (* 1830) | Mary Bridgerton (* 1830) | Mary Bridgerton (* 1830) | Mary Bridgerton (* 1830) | Mary Bridgerton (* 1830) |

### Zauber einer Ballnacht
Die Protagonisten des dritten Bandes sind Benedict Bridgerton, zweiter der Geschwister, und Sophie Beckett, uneheliche Tochter des Grafen von Penwood, die während des Hauptteils der Geschichte 31 und 23 Jahre alt sind. Den Kapiteln sind Kolumnen der Lady Whistledown vorangestellt.
Prolog: Sophie Beckett wird im Alter von drei Jahren nach Penwood gebracht und vom Grafen als Mündel aufgenommen. Sieben Jahre später hat der Graf geheiratet und Sophie erhält eine Stiefmutter namens Araminta und zwei Stieftöchter, Posy und Rosamund. Araminta ermahnt Sophie in einem privaten Gespräch, dass sie immer ein Bastard sein wird und nicht glauben soll, sie sei so gut wie die anderen. Vier Jahre wird Sophie von Stiefmutter und -töchter gequält, dann stirbt der Graf. Im Testament hinterlässt er allen drei Mädchen eine Mitgift und Araminta zwei Optionen: eine kleinere Summe Geld oder eine bedeutend größere unter der Bedingung, dass sie sich um Sophie kümmert, bis diese zwanzig Jahre alt ist.
Teil 1, 1815: Araminta hat Sophie aufgenommen, aber nicht von deren eigenem Erbe erzählt. In den folgenden Jahren wurde Sophie als Dienstmagd behandelt und auch nach ihrem 20. Geburtstag nicht entlassen. Als Violet Bridgerton einen Kostümball gibt, wird Sophie, nachdem Araminta und ihre Töchter das Haus verlassen haben, von den Bediensteten damit überrascht, dass sie sie in Silber einkleiden und auf den Ball schicken, wobei sie Schuhe von Araminta trägt. Auf dem Ball verliebt Benedict sich sofort in die Fremde und führt sie auf die private Terrasse, wo sie sich unterhalten und fast küssen, als es gerade Mitternacht schlägt, worauf Sophie durch den Ballraum flieht. Benedict kennt ihren Namen nicht, aber hat einen Handschuh mit dem Familienwappen, das seine Mutter als Penwood erkennt. Am Morgen sieht Araminta, dass eines ihrer Paar Schuhe getragen wurden, und beauftragt Sophie, all ihre Schuhe zu putzen, wofür sie in den Schrank gesperrt wird. Währenddessen kommt Benedict vorbei, aber erkennt sofort, dass Rosamund und Posy nicht seine mysteriöse Frau sind; Araminta wiederum erkennt dadurch, dass Sophie auf dem Ball war, und entlässt sie aus dem Haus, aber nicht bevor die Aufgabe erledigt ist. Doch Sophie flieht bereits vorher und nimmt ein Paar Schuhklammern von Araminta mit.
Teil 2, 1817: Sophie arbeitet mittlerweile als ärmliche Hausmagd bei Familie Cavender, deren Sohn ihr Avancen macht. Als Gast auf einer Feier von Cavender sieht Benedict zufällig, wie dieser und zwei Freunde Sophie, die er nicht erkennt, belästigen; er sorgt dafür, dass Cavender sie loslässt, aber auch entlässt, und will ihr dafür eine Stellung im Haushalt seiner Mutter Violet geben. Während der Fahrt in einem Phaeton zu seinem Cottage in Wiltshire fängt es so stürmisch zu regnen an, dass sie völlig durchnässt werden und Benedict einen schlimmen Husten bekommt. Am Cottage angekommen bemerken sie, dass die Haushälter nicht da und sie alleine sind. Er gibt ihr ein Gästezimmer; in seinem Zimmer hilft sie ihm, sich auszuziehen und ins Bett zu legen. Als sie später wieder nach ihm sieht, fiebert er und sie versorgt ihn mit Wasser und frischen Tüchern. In seinem Zimmer entdeckt sie von ihm angefertigte Zeichnungen seiner Familie und eine von ihr als die Fremde im Silberkleid. Am nächsten Morgen sind die Haushälter da. Obwohl Sophie darauf besteht, dass sie selbst nur eine Magd sei, wird sie von ihnen und Benedict als Gast behandelt. Während sie sich weiter um ihn kümmert und ihn mit Vorlesen unterhält, bemerkt er seine Anziehung zu ihr und schickt sie heraus, um seine Erregung im See auf dem Grundstück abzukühlen, doch Sophie kommt beim Spaziergang genau dort vorbei und sieht ihn heimlich. Wieder aus dem Wasser und angezogen küsst er sie und schlägt vor, sie könne mit ihm in London leben. Aber Sophie lehnt strikt ab, seine Geliebte zu sein, da sie illegitim ist und er sie nicht auch heiraten könnte. Sie will gehen, was er wiederum zu verhindern versucht, weil ihm schon einmal eine Frau entflohen ist, sodass er schließlich droht zu behaupten, sie hätte von ihm gestohlen.
Benedict bringt Sophie zu Number 5 Bruton Street – eine neue Residenz der Familie, da Violet die frühere nach dem Ball Anthony und Kate überlassen hat –, wo sie Violet kennenlernt und als Zofe für die Töchter angestellt wird. Am nächsten Tag lauert Benedict ihr an verschiedenen Gelegenheiten auf und ergattert im Garten schließlich einen Kuss. Als er erst eine Woche später wiederkommt, entflieht Sophie der Situation auf die Straße, wo sie auf Araminta stößt, die sie aber nicht bemerkt. Benedict findet sie noch in Schock und bringt sie in sein Stadthaus. Dort spricht er davon, dass er von den meisten Menschen nur als ein Bridgerton und nicht als er selbst wahrgenommen wird, worauf sie entgegnet, er sei so viel mehr und habe eine Künstlerseele. Auf dem Sofa küssen sie sich und haben Sex, doch danach befindet Sophie, dass es ein Fehler sei, und verweigert weiterhin, seine Geliebte zu sein, denn sie will kein Kind bekommen, das so wie sie selbst illegitim wäre. Beim Tee mit der Familie zwei Wochen später, in denen sie ihn nicht mehr gesehen hat, rutscht Sophie heraus, dass Benedict Künstler ist, was der Familie nicht bewusst war. Als Benedict doch wieder vorbeischauen will, überraschen ihn seine Brüder auf dem Bürgersteig; Colin beschwert sich über die Bemühungen seiner Mutter, ihn zu verheiraten und auf Penelope Featherington anzusetzen, die er doch niemals heiraten würde – gerade da kommt diese aus dem Haus. Am Abend spielen Sophie und Hyacinth mit verwandten Kindern Blinde Kuh, doch als Benedict Sophies Gesicht halbverdeckt sieht, erkennt er, dass sie die Fremde vom Maskenball ist und die beiden Frauen, die er liebt, dieselbe sind, aber fühlt sich auch getroffen, dass sie ihm die Wahrheit verschwiegen hat. Darauf packt Sophie und verabschiedet sich nur von Violet, doch als sie vor die Tür tritt, sieht Araminta sie und lässt sie auf der Stelle als Diebin festnehmen. Erst am nächsten Tag durch Lady Whistledown erfahren Benedict und Violet, dass Sophie im Gefängnis ist, und fahren sofort dorthin. An Sophies Zelle ist gerade Araminta da, als Benedict, Violet und Wärter hinzukommen. Benedict sagt, dass Araminta seine Verlobte fälschlich beschuldigt, doch sie besteht auf den Vorwurf, dass Sophie ihre Schuhklammern gestohlen habe, bis plötzlich auch Posy erscheint und behauptet, sie habe sie genommen. Sophie legt dem Wärter ihre Geschichte dar, dass sie eine illegitime Tochter des Grafen Penwood war und Araminta sie als Magd behalten hatte, sogar länger als nötig, obwohl kein Geld vom Grafen mehr übrig war. Da enthüllt Posy, die sein Testament gefunden hatte, dass der Graf Sophie eine Mitgift hinterlassen hatte, die Araminta unterschlagen hat. Violet bringt sie mit einer Drohung, Anwälte auf sie zu hetzen, dazu, die Sache aufzugeben und die Stadt zu verlassen, und lädt Posy ein, mit ihr zu leben.
Epilog, 1824: Nach sieben Jahren, in denen sie drei Jungen bekamen, ist Sophie wieder schwanger und sicher, dass es diesmal ein Mädchen wird. Als Lady Whistledown beginnt darüber zu schreiben, beschließt die Autorin, dass es endlich Zeit für etwas Neues wird.
Zweiter Epilog: Mit 25 ist Posy noch unverheiratet, sodass Sophie beschließt, ihr einen Ehemann zu suchen, wobei Benedict auf den neuen Vikar Mr. Woodson kommt. Sophie lädt Posy aufs Land ein und Mr. Woodson zum Tee. Als die beiden aufeinanderstoßen, ist es Liebe auf den ersten Blick, und Sophie und Benedict beobachten von seinem Studio aus, wie sie sich im Garten küssen. Sie heiraten und bekommen Kinder; das fünfte beschließt Posy, nach ihrer Mutter zu nennen.
|                             |                             |                             |                             |                             |                             |  |  |                               |                               |                               |                               |                               |                               |  |  | Richard Gunningworth, Earl of Penwood † | Richard Gunningworth, Earl of Penwood † | Richard Gunningworth, Earl of Penwood † | Richard Gunningworth, Earl of Penwood † | Richard Gunningworth, Earl of Penwood † | Richard Gunningworth, Earl of Penwood † |  |  |                            |                            |                            |                            | Araminta Gunningworth, geb. Reiling | Araminta Gunningworth, geb. Reiling | Araminta Gunningworth, geb. Reiling | Araminta Gunningworth, geb. Reiling | Araminta Gunningworth, geb. Reiling | Araminta Gunningworth, geb. Reiling |              |              |              |              |  |  |              |              |              |              |              |              |
|                             |                             |                             |                             |                             |                             |  |  |                               |                               |                               |                               |                               |                               |  |  | Richard Gunningworth, Earl of Penwood † | Richard Gunningworth, Earl of Penwood † | Richard Gunningworth, Earl of Penwood † | Richard Gunningworth, Earl of Penwood † | Richard Gunningworth, Earl of Penwood † | Richard Gunningworth, Earl of Penwood † |  |  |                            |                            |                            |                            | Araminta Gunningworth, geb. Reiling | Araminta Gunningworth, geb. Reiling | Araminta Gunningworth, geb. Reiling | Araminta Gunningworth, geb. Reiling | Araminta Gunningworth, geb. Reiling | Araminta Gunningworth, geb. Reiling |              |              |              |              |  |  |              |              |              |              |              |              |
|                             |                             |                             |                             |                             |                             |  |  |                               |                               |                               |                               |                               |                               |  |  |                                         |                                         |                                         |                                         |                                         |                                         |  |  |                            |                            |                            |                            |                                     |                                     |                                     |                                     |                                     |                                     |              |              |              |              |  |  |              |              |              |              |              |              |
|                             |                             |                             |                             |                             |                             |  |  |                               |                               |                               |                               |                               |                               |  |  |                                         |                                         |                                         |                                         |                                         |                                         |  |  |                            |                            |                            |                            |                                     |                                     |                                     |                                     |                                     |                                     |              |              |              |              |  |  |              |              |              |              |              |              |
|                             |                             |                             |                             |                             |                             |  |  | Benedict Bridgerton (* 1786)  | Benedict Bridgerton (* 1786)  | Benedict Bridgerton (* 1786)  | Benedict Bridgerton (* 1786)  | Benedict Bridgerton (* 1786)  | Benedict Bridgerton (* 1786)  |  |  | Sophie Beckett (* 1794)                 | Sophie Beckett (* 1794)                 | Sophie Beckett (* 1794)                 | Sophie Beckett (* 1794)                 | Sophie Beckett (* 1794)                 | Sophie Beckett (* 1794)                 |  |  | Rosamund Reiling           | Rosamund Reiling           | Rosamund Reiling           | Rosamund Reiling           | Rosamund Reiling                    | Rosamund Reiling                    |                                     |                                     | Posy Reiling                        | Posy Reiling                        | Posy Reiling | Posy Reiling | Posy Reiling | Posy Reiling |  |  | Hugh Woodson | Hugh Woodson | Hugh Woodson | Hugh Woodson | Hugh Woodson | Hugh Woodson |
|                             |                             |                             |                             |                             |                             |  |  | Benedict Bridgerton (* 1786)  | Benedict Bridgerton (* 1786)  | Benedict Bridgerton (* 1786)  | Benedict Bridgerton (* 1786)  | Benedict Bridgerton (* 1786)  | Benedict Bridgerton (* 1786)  |  |  | Sophie Beckett (* 1794)                 | Sophie Beckett (* 1794)                 | Sophie Beckett (* 1794)                 | Sophie Beckett (* 1794)                 | Sophie Beckett (* 1794)                 | Sophie Beckett (* 1794)                 |  |  | Rosamund Reiling           | Rosamund Reiling           | Rosamund Reiling           | Rosamund Reiling           | Rosamund Reiling                    | Rosamund Reiling                    |                                     |                                     | Posy Reiling                        | Posy Reiling                        | Posy Reiling | Posy Reiling | Posy Reiling | Posy Reiling |  |  | Hugh Woodson | Hugh Woodson | Hugh Woodson | Hugh Woodson | Hugh Woodson | Hugh Woodson |
|                             |                             |                             |                             |                             |                             |  |  |                               |                               |                               |                               |                               |                               |  |  |                                         |                                         |                                         |                                         |                                         |                                         |  |  |                            |                            |                            |                            |                                     |                                     |                                     |                                     |                                     |                                     |              |              |              |              |  |  |              |              |              |              |              |              |
|                             |                             |                             |                             |                             |                             |  |  |                               |                               |                               |                               |                               |                               |  |  |                                         |                                         |                                         |                                         |                                         |                                         |  |  |                            |                            |                            |                            |                                     |                                     |                                     |                                     |                                     |                                     |              |              |              |              |  |  |              |              |              |              |              |              |
| Charles Bridgerton (* 1818) | Charles Bridgerton (* 1818) | Charles Bridgerton (* 1818) | Charles Bridgerton (* 1818) | Charles Bridgerton (* 1818) | Charles Bridgerton (* 1818) |  |  | Alexander Bridgerton (* 1820) | Alexander Bridgerton (* 1820) | Alexander Bridgerton (* 1820) | Alexander Bridgerton (* 1820) | Alexander Bridgerton (* 1820) | Alexander Bridgerton (* 1820) |  |  | William Bridgerton (* 1822)             | William Bridgerton (* 1822)             | William Bridgerton (* 1822)             | William Bridgerton (* 1822)             | William Bridgerton (* 1822)             | William Bridgerton (* 1822)             |  |  | Violet Bridgerton (* 1824) | Violet Bridgerton (* 1824) | Violet Bridgerton (* 1824) | Violet Bridgerton (* 1824) | Violet Bridgerton (* 1824)          | Violet Bridgerton (* 1824)          |                                     |                                     |                                     |                                     |              |              |              |              |  |  |              |              |              |              |              |              |

### Wer ist Lady Whistledown?
Die Protagonisten des vierten Bandes sind Colin Bridgerton, dritter der Geschwister, und Penelope Featherington, dritte von vier Featherington-Töchtern. Sie sind während des Hauptteils der Geschichte 33 und 28 Jahre alt. Den Kapiteln der ersten Hälfte des Buches sind zum letzten Mal Kolumnen der Lady Whistledown vorangestellt, da die Identität der Autorin enthüllt wird und sie aufhört zu schreiben.
Prolog: Am 6. April 1812 vor Penelopes 16. Geburtstag verliebte sie sich in Colin, als der Wind ihre Haube ihm ins Gesicht schlug, sodass er herunterfiel. 1813 hat sie ihr Debüt, aber ist als dickes Mädchen ohne Persönlichkeit unbegehrt. Lady Whistledown beginnt mit ihrer Kolumne und schreibt auch über Penelopes unvorteilhafte Kleider; 1814 dann auch über Kate. 1817 kommt es zur Begegnung mit den Bridgerton-Brüdern, als Colin entschieden sagt, er werde Penelope niemals heiraten. In den Jahren danach wird sie von einer Heiratskandidatin zur Aufsichtsperson für ihre jüngere Schwester, während Colin das Reisen aufnimmt.
1824: Penelope lebt mit ihrer Mutter, die hofft, dass im hohen Alter ihre Tochter sich um sie kümmern würde; Colin kehrt gerade aus Griechenland zurück. Sie begegnen sich auf einem Ball zu Violets Geburtstag und unterhalten sich mit Lady Danbury, die darauf, um diese Saison spannender zu gestalten, ein Preisgeld aussetzt an den, der Lady Whistledown demaskiert. Penelope äußert den Verdacht, dass Danbury es selbst sei. Am nächsten Tag beim Tee mit der Familie diskutieren sie unter anderem, ob nicht jemand von ihnen wie Eloise oder Hyacinth Lady Whistledown sein könnte. Als sie am nächsten Tag alleine im Haus wartet, liest Penelope zufällig in einem offen liegenden Buch: Colins Reisetagebuch. Colin geht wütend dazwischen; weil sie erkennt, dass er nicht weiß, wie gut seine Texte sind, macht sie ihm Komplimente. Colin erzählt, dass er das Gefühl hat, im Gegensatz zu seinen Brüdern keine Aufgabe im Leben zu haben, aber Penelope meint, er habe nichts zu beklagen und habe doch alles im Gegensatz zu ihr. Beim Besuch eines Smythe-Smith-Musicals äußert Danbury, dass Whistledown sicher keine der offensichtlichen Verdächtigen sei; nach dem Konzert entschuldigt Colin sich bei Penelope für sein Verhalten, worauf sie vorschlägt, dass er seine Bücher veröffentlicht solle, was er aber ablehnt. Tage später besucht Colin Penelope, um zu sagen, dass er Eloise verdächtigt, Whistledown zu sein, weil sie heimlich schreibt. Er ist besorgt über die Rufschädigung, wenn sie enthüllt würde, auch über die, die durch den Verdacht bereits entsteht. Als er dies mit dem Beispiel illustriert, dass es bereits rufschädigend sei, wenn er sagen würde, er hätte Penelope verführt, merkt Colin, dass er sie tatsächlich küssen will, und sie bittet ihn auch um einen, sodass sie sich das erste Mal küssen. Sie bedankt sich danach, aber es macht ihn sauer, dass sie glaubt, er hätte es nur aus Mitleid getan. Wieder in Number 5 konfrontiert er Eloise mit seinem Verdacht, weswegen sie erklären muss, dass sie täglich Briefe schreibt.
In ihrer nächsten Kolumne verkündet Lady Whistledown, dass sie aufhören wird zu schreiben; auf dem darauffolgenden Ball verkündet dann Cressida Twombley, die früher Penelope gehänselt hatte, dass sie Whistledown sei. Lady Danbury glaubt ihr aber nicht und verlangt einen Beweis, den Cressida in zwei Wochen erbringen will. Penelope äußert, es würde keinen Sinn für Whistledown machen, sich selbst zu enthüllen. Am nächsten Tag sieht Colin von seiner Kutsche aus, wie Penelope in eine gemietete Kutsche steigt, und lässt seinen Fahrer ihr folgen. Sie hält in der Fleet Street in der City of London und in der St. Bride’s Church platziert sie einen Brief in einer Bibel. Nachdem Colin diesen gelesen hat, bringt er Penelope in seine Kutsche. Sie hat als Lady Whistledown klargestellt, dass die Autorin nicht Cressida ist; aber er kann nicht verstehen, warum sie diese nicht die Verantwortung für das, was Whistledown geschrieben hat, überlässt. Im Streit darüber glaubt sie, auch er halte sie wie alle anderen nur für ein hässliches Entlein, doch er versichert ihr, dass er sie wunderschön findet, was dazu führt, dass sie sich küssen. Colins Kutsche hält vor Penelopes Haus, was sie kompromittiert, daher fragt Colin, als er aussteigt und ihre Hand nimmt, ob sie ihn heiraten will. Im Haus verkündet Colin Mrs. Featherington, dass er ihre Tochter heiraten will, die zunächst nicht glauben kann, dass er Penelope meint. Auf dem Verlobungsball tauchen plötzlich Lieferjungen auf, die Lady Whistledowns letzte Kolumne bringen, wodurch die Gäste erfahren, dass diese nicht Cressida ist. Nachdem Colin rasend Penelope in sein Zimmer geführt hat, erklärt sie sich damit, dass Lady Whistledown ihr Lebenswerk ist. Dadurch erkennt er, dass er sie liebt, was er ihr sagt, während sie Sex haben. Als nach der Hochzeit Penelope Colin einmal mit einem Reisetagebuch sieht, bittet sie, mehr lesen zu dürfen. Zunächst will er sie privat halten, doch schließlich gibt er ihr ausgewählte Passagen, um ihre Meinung zu hören, und gibt zu, dass er eifersüchtig ist, weil er nichts aus seiner Arbeit gemacht hat, worauf sie erneut vorschlägt, dass er veröffentlichen sollte. Eine Woche später erhält Penelope Besuch von Cressida, die erklärt, dass sie weiß, dass Penelope Whistledown ist und für ihr Schweigen in einer Woche Geld haben will. Als Penelope es Colin erzählt, geht er zu Anthony, um einen Plan zu überlegen. An dem Abend gibt Daphne einen Ball und Colin instruiert Penelope per Boten, mit seiner Mutter und seinen Schwestern vorzugehen. Diesen hat er geschrieben, an ihrer Seite zu bleiben, doch Eloise entschlüpft, bevor Colin erscheint. Er führt Penelope zu einem Balkon über dem Ballsaal und verkündet den Gästen von dort, dass Penelope Whistledown ist. Nach erster Stille applaudiert Danbury, dann Anthony und Simon, ihre Familien und schließlich der Rest der Gäste.
Epilog, 1825: Colins erstes Buch erscheint und er entdeckt, dass auch Penelope an einem Roman arbeitet.
Zweiter Epilog: Als Colin nach Eloises Verschwinden von Sir Phillip Crane zu Penelope zurückkehrt, erklärt er, dass er seiner Schwester das Geheimnis um Whistledown nicht verraten hat, und sie beschließen, es auch bei der Hochzeit nicht zu tun. Doch nach der Zeremonie ändert er seine Meinung und geht zu Eloise, sodass Penelope ihr in seiner Gegenwart sagt, dass sie Whistledown war. Allerdings enthüllt Eloise, dass sie es schon weiß – von Hyacinth, die Colin eigentlich für ihre Verschwiegenheit bezahlt hatte – und dass sie stolz auf und beeindruckt von ihrer Freundin ist, dass sie es so lange geheim halten konnte.
|                        |                        |                        |                        |                        |                        |  |  |               |               |               |               |               |               |  |  |                 |                 |                 |                 |                 |                 |  |  |                            |                            |                            |                            | Portia Featherington       |                            |  |  |                                 |                                 |                                 |                                 |                                 |                                 |  |  |                           |                           |                           |                           |                           |                           |  |  |                            |                            |                            |                            |                            |                            |  |  |                        |                        |                        |                        |                        |                        |
|                        |                        |                        |                        |                        |                        |  |  |               |               |               |               |               |               |  |  |                 |                 |                 |                 |                 |                 |  |  |                            |                            |                            |                            |                            |                            |  |  |                                 |                                 |                                 |                                 |                                 |                                 |  |  |                           |                           |                           |                           |                           |                           |  |  |                            |                            |                            |                            |                            |                            |  |  |                        |                        |                        |                        |                        |                        |
|                        |                        |                        |                        |                        |                        |  |  |               |               |               |               |               |               |  |  |                 |                 |                 |                 |                 |                 |  |  |                            |                            |                            |                            |                            |                            |  |  |                                 |                                 |                                 |                                 |                                 |                                 |  |  |                           |                           |                           |                           |                           |                           |  |  |                            |                            |                            |                            |                            |                            |  |  |                        |                        |                        |                        |                        |                        |
| Prudence Featherington | Prudence Featherington | Prudence Featherington | Prudence Featherington | Prudence Featherington | Prudence Featherington |  |  | Robert Huxley | Robert Huxley | Robert Huxley | Robert Huxley | Robert Huxley | Robert Huxley |  |  | Nigel Berbrooke | Nigel Berbrooke | Nigel Berbrooke | Nigel Berbrooke | Nigel Berbrooke | Nigel Berbrooke |  |  | Philippa Featherington     | Philippa Featherington     | Philippa Featherington     | Philippa Featherington     | Philippa Featherington     | Philippa Featherington     |  |  | Penelope Featherington (* 1796) | Penelope Featherington (* 1796) | Penelope Featherington (* 1796) | Penelope Featherington (* 1796) | Penelope Featherington (* 1796) | Penelope Featherington (* 1796) |  |  | Colin Bridgerton (* 1791) | Colin Bridgerton (* 1791) | Colin Bridgerton (* 1791) | Colin Bridgerton (* 1791) | Colin Bridgerton (* 1791) | Colin Bridgerton (* 1791) |  |  | Geoffrey Albandale         | Geoffrey Albandale         | Geoffrey Albandale         | Geoffrey Albandale         | Geoffrey Albandale         | Geoffrey Albandale         |  |  | Felicity Featherington | Felicity Featherington | Felicity Featherington | Felicity Featherington | Felicity Featherington | Felicity Featherington |
| Prudence Featherington | Prudence Featherington | Prudence Featherington | Prudence Featherington | Prudence Featherington | Prudence Featherington |  |  | Robert Huxley | Robert Huxley | Robert Huxley | Robert Huxley | Robert Huxley | Robert Huxley |  |  | Nigel Berbrooke | Nigel Berbrooke | Nigel Berbrooke | Nigel Berbrooke | Nigel Berbrooke | Nigel Berbrooke |  |  | Philippa Featherington     | Philippa Featherington     | Philippa Featherington     | Philippa Featherington     | Philippa Featherington     | Philippa Featherington     |  |  | Penelope Featherington (* 1796) | Penelope Featherington (* 1796) | Penelope Featherington (* 1796) | Penelope Featherington (* 1796) | Penelope Featherington (* 1796) | Penelope Featherington (* 1796) |  |  | Colin Bridgerton (* 1791) | Colin Bridgerton (* 1791) | Colin Bridgerton (* 1791) | Colin Bridgerton (* 1791) | Colin Bridgerton (* 1791) | Colin Bridgerton (* 1791) |  |  | Geoffrey Albandale         | Geoffrey Albandale         | Geoffrey Albandale         | Geoffrey Albandale         | Geoffrey Albandale         | Geoffrey Albandale         |  |  | Felicity Featherington | Felicity Featherington | Felicity Featherington | Felicity Featherington | Felicity Featherington | Felicity Featherington |
|                        |                        |                        |                        |                        |                        |  |  |               |               |               |               |               |               |  |  |                 |                 |                 |                 |                 |                 |  |  |                            |                            |                            |                            |                            |                            |  |  |                                 |                                 |                                 |                                 |                                 |                                 |  |  |                           |                           |                           |                           |                           |                           |  |  |                            |                            |                            |                            |                            |                            |  |  |                        |                        |                        |                        |                        |                        |
|                        |                        |                        |                        |                        |                        |  |  |               |               |               |               |               |               |  |  |                 |                 |                 |                 |                 |                 |  |  |                            |                            |                            |                            |                            |                            |  |  |                                 |                                 |                                 |                                 |                                 |                                 |  |  |                           |                           |                           |                           |                           |                           |  |  |                            |                            |                            |                            |                            |                            |  |  |                        |                        |                        |                        |                        |                        |
|                        |                        |                        |                        |                        |                        |  |  |               |               |               |               |               |               |  |  |                 |                 |                 |                 |                 |                 |  |  | Agatha Bridgerton (* 1825) | Agatha Bridgerton (* 1825) | Agatha Bridgerton (* 1825) | Agatha Bridgerton (* 1825) | Agatha Bridgerton (* 1825) | Agatha Bridgerton (* 1825) |  |  | Thomas Bridgerton (* 1826)      | Thomas Bridgerton (* 1826)      | Thomas Bridgerton (* 1826)      | Thomas Bridgerton (* 1826)      | Thomas Bridgerton (* 1826)      | Thomas Bridgerton (* 1826)      |  |  | Jane Bridgerton (* 1828)  | Jane Bridgerton (* 1828)  | Jane Bridgerton (* 1828)  | Jane Bridgerton (* 1828)  | Jane Bridgerton (* 1828)  | Jane Bridgerton (* 1828)  |  |  | George Bridgerton (* 1831) | George Bridgerton (* 1831) | George Bridgerton (* 1831) | George Bridgerton (* 1831) | George Bridgerton (* 1831) | George Bridgerton (* 1831) |  |  |                        |                        |                        |                        |                        |                        |

### In Liebe, Ihre Eloise
Die Protagonisten des fünften Bandes sind Eloise Bridgerton, die fünfte der Geschwister und zweite der Töchter, und Sir Phillip Crane, Witwer von Marina Thompson, einer entfernten Bridgerton-Cousine. Eloise und Philipp sind während des Hauptteils der Geschichte 28 und 30 Jahre alt. Den Kapiteln sind Briefe von Eloise zu verschiedenen Gelegenheiten, beispielsweise nachdem sie Anträge zurückgewiesen hatte, vorangestellt.
Prolog, Februar 1823: Bei Romney Hall in Gloucestershire, während Sir Phillip Crane, der Botanik betreibt, in seinem Gewächshaus arbeitet, geht seine stets zurückgezogene und melancholische Ehefrau Marina bekleidet in den See, um sich umzubringen. Er kann sie noch retten, aber sie stirbt drei Tage später am Fieber. Sie hinterlässt die Zwillinge Amanda und Oliver von sieben Jahren. Gerade als Phillip überlegt, dass sie eine neue Mutter brauchen, erhält er einen Kondolenzbrief von Eloise Bridgerton.
1824: Im Verlauf des folgenden Jahres entwickeln Phillip und Eloise eine Brieffreundschaft, bis er sie eines Tages bittet, ihn zu besuchen, um vielleicht seine Frau zu werden, wovon Eloise zunächst abgeschreckt ist. Sie hatte gehofft, gemeinsam mit Penelope unverheiratet zu bleiben, doch nach deren Heirat beschließt sie, Phillips Angebot wahrzunehmen und nutzt Daphnes Ball, bei dem Colin eine Ankündigung machen will, um heimlich davonzufahren. Weil sie einen Monat nicht geantwortet hat, ist Phillip unvorbereitet, als sie plötzlich vor ihm steht, sodass er sich nicht gastfreundlich zeigt und, nachdem er vor ihren Augen seine Kinder ausschimpfen musste, alleine lässt. Die Kinder sagen ihr, dass sie sie nicht dort haben wollen, und Phillip, dass er sie sowohl als Frau wie auch Mutter für die Kinder braucht. Allerdings bemerkt sie, dass sie vor allem mehr Aufmerksamkeit von ihrem Vater bräuchten. Beeindruckend händelt sie einen ersten Streich von der Kinder mit einem Gegenschlag, doch am nächsten Morgen sorgt ein weiterer dafür, dass sie stürzt und sich ein blaues Auge zuzieht, worauf sie sich als Wiedergutmachung einen gemeinsamen Nachmittag mit den Kindern wünscht. Dafür geht sie mit ihnen am nächsten Tag zum See schwimmen, doch als Phillip dies erfährt, zerrt er die Kinder aus dem See, den er zu betreten ihnen verboten hatte, aber er realisiert auch, dass er gar nicht bemerkt hatte, dass sie mittlerweile schwimmen können. Kurz nachdem er am Abend erklärt hat, dass Marina in dem See fast gestorben ist, tauchen plötzlich Eloises vier Brüder auf und fallen Phillip an. Anthony legt ihr im Gespräch unter vier Augen dar, dass zu heiraten nun ihre einzige Option sei, er sie aber nicht zwinge, wenn Phillip sie schlecht behandeln würde; sie solle zu Benedicts nahegelegenen Cottage fahren und Phillip sie jeden Tag besuchen, um seinen Charakter zu beweisen.
Beim ersten Besuch sagt Phillip Eloise, dass er sowieso beabsichtigt hatte, ihr einen Antrag zu machen, kann aber nicht formulieren, warum sie seines Erachtens zusammenpassen würden, bevor ihre Brüder dazustoßen. In einem leeren Zimmer verführt er sie als Antwort. Nach der Hochzeit, die vier Tage darauf stattfindet, sieht Eloise, als sie sich zum Sex ausziehen, an Phillips Rücken die Narben davon, dass sein Vater ihn ausgepeitscht hatte. In der Folgezeit bemerkt sie, wenn sie mit ihm reden will, dass er daran selten Interesse zeigt und sie lieber küsst und verführt. So ist es auch, als sie ihm berichtet, dass das Kindermädchen diese mit Schlägen auf die Finger züchtigt, worauf Eloise vorwirft, dass ständig Liebe machen noch keine gute Ehe macht, was Phillip deswegen nicht nachvollziehen kann, weil er das letzte Mal Sex vor acht Jahren hatte – mit Marina, die nach der Geburt depressiv wurde, nur ein weiteres Mal, das sie lustlos über sich ergehen ließ –, sodass er es jetzt besonders genießt. Nach dem Streit fährt Eloise heimlich zu Sophie, währenddessen entdeckt Phillip, wie das Kindermädchen Amanda mit einem Buch auf den Rücken schlägt, und wirft sie hinaus. Angekommen erfährt Eloise, dass Benedicts Sohn Charles stark fiebert, weswegen sie erst am Abend daran denkt, Phillip Nachricht zu schicken; dieser glaubt davor aber bereits, weil er keine Nachricht erhält, dass sie unterwegs einen Unfall gehabt haben muss, und reitet ebenfalls zu Benedict. Als er den Jungen sieht, schlägt er vor, ihm Weidenborkentee zu verabreichen, was tatsächlich wirkt, sodass sie am Morgen abreisen können. Auf der Heimfahrt berichtet Phillip von dem Kindermädchen und sagt, dass er ab jetzt ein besserer Vater sein will. Am Abend findet sie ihn vor dem Porträt von Marina stehen. (Diese war die Verlobte seines Bruders gewesen, der bei Waterloo gefallen war, sodass Phillip sie aus Verantwortung heiratete.) Sie sei von Anfang an immerzu traurig gewesen und habe sich nach der Geburt dauerhaft in ihr Zimmer zurückgezogen; er habe sie daher in acht Jahren Ehe nie richtig kennengelernt oder geliebt, aber immer versucht, einen Weg zu finden, sie glücklich zu machen. Auch erklärt er, dass Marina nicht durch einen Unfall im See gelandet war, sondern versucht hatte sich umzubringen, weswegen er jetzt nicht ertragen könnte, wenn auch Eloise nicht glücklich in der Ehe sei. Im Gegenteil bekunden sie aber gegenseitig ihre Liebe. Tage später überrascht Phillip mit dem Vorschlag, dass sie zu viert ausgehen sollten, worauf sie beim Schneider für neue Kleidung für die Kinder landen, was diese als den besten Tag jemals bezeichnen.
Epilog: Eloise schreibt zum Anlass der Geburt ihrer ersten Tochter einen Brief an diese.
Zweiter Epilog: Amanda ist mit Eloise und Penelope zum Tee bei der Nachbarin Brougham, die vier Töchter hat, als diese erzählt, dass ein Cousin zu Besuch komme, den die Schwestern aus ihrer Vergangenheit nicht mögen, und Eloise macht aus, dass Amanda ihm die Gegend zeigen solle. Am nächsten Tag erscheint Charles Farraday im Schlepptau der vier Schwestern, aber ist froh, ihnen durch einen Spaziergang mit Amanda zu entkommen. Sechs Monate später heiraten die beiden.
|                           |                           |                           |                           |                           |                           |  |  |                                             |                                             |                                             |                                             |                                             |                                             |  |  |                            |                            |                            |                            |                            |                            |  |  |                            |                            |                            |                            |                            |                            |
|                           |                           |                           |                           |                           |                           |  |  |                                             |                                             |                                             |                                             |                                             |                                             |  |  |                            |                            |                            |                            |                            |                            |  |  |                            |                            |                            |                            |                            |                            |
| George Crane († 1815)     | George Crane († 1815)     | George Crane († 1815)     | George Crane († 1815)     | George Crane († 1815)     | George Crane († 1815)     |  |  | Marina Crane, geb. Thompson (* 1794 † 1823) | Marina Crane, geb. Thompson (* 1794 † 1823) | Marina Crane, geb. Thompson (* 1794 † 1823) | Marina Crane, geb. Thompson (* 1794 † 1823) | Marina Crane, geb. Thompson (* 1794 † 1823) | Marina Crane, geb. Thompson (* 1794 † 1823) |  |  | Sir Phillip Crane (* 1794) | Sir Phillip Crane (* 1794) | Sir Phillip Crane (* 1794) | Sir Phillip Crane (* 1794) | Sir Phillip Crane (* 1794) | Sir Phillip Crane (* 1794) |  |  | Eloise Bridgerton (* 1796) | Eloise Bridgerton (* 1796) | Eloise Bridgerton (* 1796) | Eloise Bridgerton (* 1796) | Eloise Bridgerton (* 1796) | Eloise Bridgerton (* 1796) |
| George Crane († 1815)     | George Crane († 1815)     | George Crane († 1815)     | George Crane († 1815)     | George Crane († 1815)     | George Crane († 1815)     |  |  | Marina Crane, geb. Thompson (* 1794 † 1823) | Marina Crane, geb. Thompson (* 1794 † 1823) | Marina Crane, geb. Thompson (* 1794 † 1823) | Marina Crane, geb. Thompson (* 1794 † 1823) | Marina Crane, geb. Thompson (* 1794 † 1823) | Marina Crane, geb. Thompson (* 1794 † 1823) |  |  | Sir Phillip Crane (* 1794) | Sir Phillip Crane (* 1794) | Sir Phillip Crane (* 1794) | Sir Phillip Crane (* 1794) | Sir Phillip Crane (* 1794) | Sir Phillip Crane (* 1794) |  |  | Eloise Bridgerton (* 1796) | Eloise Bridgerton (* 1796) | Eloise Bridgerton (* 1796) | Eloise Bridgerton (* 1796) | Eloise Bridgerton (* 1796) | Eloise Bridgerton (* 1796) |
|                           |                           |                           |                           |                           |                           |  |  |                                             |                                             |                                             |                                             |                                             |                                             |  |  |                            |                            |                            |                            |                            |                            |  |  |                            |                            |                            |                            |                            |                            |
|                           |                           |                           |                           |                           |                           |  |  |                                             |                                             |                                             |                                             |                                             |                                             |  |  |                            |                            |                            |                            |                            |                            |  |  |                            |                            |                            |                            |                            |                            |
| Charles Farraday (* 1813) | Charles Farraday (* 1813) | Charles Farraday (* 1813) | Charles Farraday (* 1813) | Charles Farraday (* 1813) | Charles Farraday (* 1813) |  |  | Amanda Crane (* 1816)                       | Amanda Crane (* 1816)                       | Amanda Crane (* 1816)                       | Amanda Crane (* 1816)                       | Amanda Crane (* 1816)                       | Amanda Crane (* 1816)                       |  |  | Oliver Crane (* 1816)      | Oliver Crane (* 1816)      | Oliver Crane (* 1816)      | Oliver Crane (* 1816)      | Oliver Crane (* 1816)      | Oliver Crane (* 1816)      |  |  |                            |                            |                            |                            |                            |                            |
| Charles Farraday (* 1813) | Charles Farraday (* 1813) | Charles Farraday (* 1813) | Charles Farraday (* 1813) | Charles Farraday (* 1813) | Charles Farraday (* 1813) |  |  | Amanda Crane (* 1816)                       | Amanda Crane (* 1816)                       | Amanda Crane (* 1816)                       | Amanda Crane (* 1816)                       | Amanda Crane (* 1816)                       | Amanda Crane (* 1816)                       |  |  | Oliver Crane (* 1816)      | Oliver Crane (* 1816)      | Oliver Crane (* 1816)      | Oliver Crane (* 1816)      | Oliver Crane (* 1816)      | Oliver Crane (* 1816)      |  |  |                            |                            |                            |                            |                            |                            |
|                           |                           |                           |                           |                           |                           |  |  |                                             |                                             |                                             |                                             |                                             |                                             |  |  |                            |                            |                            |                            |                            |                            |  |  |                            |                            |                            |                            |                            |                            |
|                           |                           |                           |                           |                           |                           |  |  |                                             |                                             |                                             |                                             |                                             |                                             |  |  |                            |                            |                            |                            |                            |                            |  |  |                            |                            |                            |                            |                            |                            |
|                           |                           |                           |                           |                           |                           |  |  | Penelope Crane (* 1825)                     | Penelope Crane (* 1825)                     | Penelope Crane (* 1825)                     | Penelope Crane (* 1825)                     | Penelope Crane (* 1825)                     | Penelope Crane (* 1825)                     |  |  | Georgiana Crane (* 1826)   | Georgiana Crane (* 1826)   | Georgiana Crane (* 1826)   | Georgiana Crane (* 1826)   | Georgiana Crane (* 1826)   | Georgiana Crane (* 1826)   |  |  | Frederick Crane (* 1829)   | Frederick Crane (* 1829)   | Frederick Crane (* 1829)   | Frederick Crane (* 1829)   | Frederick Crane (* 1829)   | Frederick Crane (* 1829)   |

### Ein hinreißend verruchter Gentleman
Die Protagonisten des sechsten Bandes sind Francesca Bridgerton, Countess of Kilmartin, die sechste der Geschwister und dritte der Töchter, und Michael Stirling, Cousin ihres ersten Gatten John Stirling, Earl of Kilmartin in Schottland. Francesca und Michael sind während des Hauptteils der Geschichte 27 und 33 Jahre alt. Den Kapiteln sind Briefe zwischen den Figuren, im zweiten Teil hauptsächlich während Michaels Indien-Aufenthalt, vorangestellt.
Teil 1, 1820: Michael hat sich auf den ersten Blick in Francesca verliebt, Tage vor ihrer Hochzeit mit seinem Cousin John im Jahr 1818. Um sich abzulenken, geht er danach weiter rege dem Frauenverführen nach. Er wuchs mit John gemeinsam auf mehr wie ein Bruder und bester Freund und wurde dies auch für Francesca. An ihrem zweiten Jahrestag im Londoner Kilmartin House geht sie mit Michael spazieren, während John sich wegen Kopfschmerzen schlafen legt. Bei ihrer Rückkehr ist er aber nicht wachzukriegen, sondern verstorben. Bereits am nächsten Tag wird an Michael herangetragen, dass herausgefunden werden muss, ob sie einen Erben schwanger trägt, was sie ihm, bevor er fragen muss, bestätigt. Johns und Michaels Mütter, Janet und Helen, kommen ins Haus, während Michael sich distanziert, doch bald darauf verliert Francesca das Ungeborene, worauf Michael entflieht. Nachdem sie ihn einen Monat später besucht, um zu sagen, dass sie ihn vermisst und er die Vaterrolle für das Kind hätte übernehmen sollen, beschließt er, nach Indien zu fahren.
Teil 2, 1824: Vier Jahre später beschließt Francesca, weil sie ein Kind will, früher nach London zu kommen, um an der Saison teilzunehmen, sowie Michael, dass es Zeit ist zurückzukehren, sodass sie nachts in Kilmartin House überrascht aufeinandertreffen. Francesca zieht, um den Anstand zwischen Unverheirateten zu wahren, zu ihrer Mutter und erzählt Michael, dass sie ein Baby und dafür einen Mann will. Als er sie am nächsten Tag nicht besucht, findet sie ihn bettlägerig vor und erfährt, dass er Malaria hat, was er aber geheim halten will. Weil sie sich jeden Tag um ihn kümmert, äußert Violet Bedenken, dass es wie eine Affäre erscheinen könnte, doch durch die Ankunft von Janet und Helen kann Francesca wieder in Kilmartin House einziehen. Bei Violets Geburtstagsball hat Michael nach Genesung von der Fieberattacke seinen ersten Auftritt als neuer Earl und Francesca ihren ersten nicht mehr in Trauerkleidung, weswegen er von Debütantinnen umschwärmt wird und sie Werbung von Freiern erhält. Nachdem im Club einige von diesen über sie respektlos sprechen, schlägt Colin Michael vor, dass doch er einfach Francesca heiraten solle. Auf einem Ball bemerkt Michael, wie ein Freier Francesca gegen ihren Willen bedrängt, und vertreibt diesen; allerdings gibt er sich ihr gegenüber reserviert. Als sie ihn am Abend in seinem Schlafzimmer aufsucht, um zu fragen, woran das liegt, kommt es zu einem Kuss, dem sie am nächsten Tag nach Schottland zu Kilmartin Castle entflieht.
Indem Colin Michael im Club erzählt, dass er sich mit Penelope verlobt hat, liefert er ihm den Vorwand, ihr davon zu berichten, um ihr nachzureisen. Zusammen mit der Nachricht trägt er Francesca vor, dass es für sie beide Sinn machen würde zu heiraten, doch weil sie nicht mit Worten zu überzeugen ist, beschließt er, sie mit Leidenschaft zu verführen. Nachdem sie im Anschluss zur Ablenkung wandern geht, findet Michael sie während eines Starkregens unter einem Baum und bringt sie in die Gärtnerhütte. Dort erbittet sie mehr Zeit für ihre Antwort auf den Antrag, aber erkennt auch, dass sie ihn will und übernimmt diesmal die aktive Rolle bei der Verführung. Drei Wochen lang gibt Francesca keine Antwort, aber hat weiter Sex mit Michael, bis ihre Periode eintritt. Als sie nach dieser sagt, dass sie so nicht weitermachen kann, bricht aus Michael die Wahrheit heraus, dass er von Anfang an in sie verliebt ist, was schließlich dazu führt, dass sie der Heirat zustimmt, auch wenn sie selbst nicht genau wisse warum. Als sie Nachricht erhalten, dass nicht nur Colin früher, sondern auch Eloise heiraten wird, beschließen sie, noch am selben Tag zu heiraten, da sie in Schottland kein Aufgebot mit Wartezeit leisten müssen. Zwei Wochen später hat Michael wieder starkes Fieber, das aber, weil es nicht am Morgen nachlässt, nicht Malaria ist, doch in der Zwischenzeit lässt Francescas Sorge, dass er sterben könnte, sie erkennen, dass sie ihn liebt. Als sie mit Blumen Johns Grab aufsucht, um es ihm zu erzählen, hört Michael es mit an.
Epilog: In einem Brief gibt Janet, Johns Mutter, Michael ihren Segen.
Autorenamerkung: Julia Quinn erklärt, John sei durch einen Riss eines zerebralen Aneurysmas gestorben und Michaels Krankheitsform sei die durch Plasmodium vivax verursachte Malaria tertiana.
Zweiter Epilog: Francesca ist bei jedem Eintritt ihrer Blutung traurig, dass sie nicht schwanger ist, und zählt die Tage dazwischen. Nach drei Jahren ihrer Ehe versammelt die Familie sich in Aubrey Hall zur Taufe von Hyacinths Tochter. Im Kreis der Kinder ihrer Geschwister ist Francesca glücklich und nach einem Gespräch mit Violet könnte sie sich mit ihrem Schicksal abfinden. Vor ihrer Abfahrt erzählt sie Michael, dass ihre Periode noch nicht gekommen ist, es aber zu früh sei, auf eine Schwangerschaft zu hoffen. Ein Jahr später kommen sie wieder nach Aubrey Hall und zeigen Violet ihren neuen Enkel.
|                |                |                |                |                                                     |                                                     |                                                     |                                                     |                                                     |                                                     |         |         |                               |                               |                               |                               |                               |                               |         |         |                                                |                                                |                                                |                                                |                                                |                                                |                |                |                |                |
|                |                |                |                |                                                     |                                                     |                                                     |                                                     |                                                     |                                                     |         |         |                               |                               |                               |                               |                               |                               |         |         |                                                |                                                |                                                |                                                |                                                |                                                |                |                |                |                |
| Janet Stirling | Janet Stirling | Janet Stirling | Janet Stirling | Janet Stirling                                      | Janet Stirling                                      |                                                     |                                                     | Vater †                                             | Vater †                                             | Vater † | Vater † | Vater †                       | Vater †                       |                               |                               | Vater †                       | Vater †                       | Vater † | Vater † | Vater †                                        | Vater †                                        |                                                |                                                | Helen Stirling                                 | Helen Stirling                                 | Helen Stirling | Helen Stirling | Helen Stirling | Helen Stirling |
| Janet Stirling | Janet Stirling | Janet Stirling | Janet Stirling | Janet Stirling                                      | Janet Stirling                                      |                                                     |                                                     | Vater †                                             | Vater †                                             | Vater † | Vater † | Vater †                       | Vater †                       |                               |                               | Vater †                       | Vater †                       | Vater † | Vater † | Vater †                                        | Vater †                                        |                                                |                                                | Helen Stirling                                 | Helen Stirling                                 | Helen Stirling | Helen Stirling | Helen Stirling | Helen Stirling |
|                |                |                |                |                                                     |                                                     |                                                     |                                                     |                                                     |                                                     |         |         |                               |                               |                               |                               |                               |                               |         |         |                                                |                                                |                                                |                                                |                                                |                                                |                |                |                |                |
|                |                |                |                | John Stirling, 8. Earl of Kilmartin (* 1792 † 1820) | John Stirling, 8. Earl of Kilmartin (* 1792 † 1820) | John Stirling, 8. Earl of Kilmartin (* 1792 † 1820) | John Stirling, 8. Earl of Kilmartin (* 1792 † 1820) | John Stirling, 8. Earl of Kilmartin (* 1792 † 1820) | John Stirling, 8. Earl of Kilmartin (* 1792 † 1820) |         |         | Francesca Bridgerton (* 1797) | Francesca Bridgerton (* 1797) | Francesca Bridgerton (* 1797) | Francesca Bridgerton (* 1797) | Francesca Bridgerton (* 1797) | Francesca Bridgerton (* 1797) |         |         | Michael Sterling 9. Earl of Kilmartin (* 1791) | Michael Sterling 9. Earl of Kilmartin (* 1791) | Michael Sterling 9. Earl of Kilmartin (* 1791) | Michael Sterling 9. Earl of Kilmartin (* 1791) | Michael Sterling 9. Earl of Kilmartin (* 1791) | Michael Sterling 9. Earl of Kilmartin (* 1791) |                |                |                |                |
|                |                |                |                | John Stirling, 8. Earl of Kilmartin (* 1792 † 1820) | John Stirling, 8. Earl of Kilmartin (* 1792 † 1820) | John Stirling, 8. Earl of Kilmartin (* 1792 † 1820) | John Stirling, 8. Earl of Kilmartin (* 1792 † 1820) | John Stirling, 8. Earl of Kilmartin (* 1792 † 1820) | John Stirling, 8. Earl of Kilmartin (* 1792 † 1820) |         |         | Francesca Bridgerton (* 1797) | Francesca Bridgerton (* 1797) | Francesca Bridgerton (* 1797) | Francesca Bridgerton (* 1797) | Francesca Bridgerton (* 1797) | Francesca Bridgerton (* 1797) |         |         | Michael Sterling 9. Earl of Kilmartin (* 1791) | Michael Sterling 9. Earl of Kilmartin (* 1791) | Michael Sterling 9. Earl of Kilmartin (* 1791) | Michael Sterling 9. Earl of Kilmartin (* 1791) | Michael Sterling 9. Earl of Kilmartin (* 1791) | Michael Sterling 9. Earl of Kilmartin (* 1791) |                |                |                |                |
|                |                |                |                |                                                     |                                                     |                                                     |                                                     |                                                     |                                                     |         |         |                               |                               |                               |                               |                               |                               |         |         |                                                |                                                |                                                |                                                |                                                |                                                |                |                |                |                |
|                |                |                |                |                                                     |                                                     |                                                     |                                                     |                                                     |                                                     |         |         |                               |                               |                               |                               |                               |                               |         |         |                                                |                                                |                                                |                                                |                                                |                                                |                |                |                |                |
|                |                |                |                |                                                     |                                                     |                                                     |                                                     |                                                     |                                                     |         |         | John Stirling (* 1829)        | John Stirling (* 1829)        | John Stirling (* 1829)        | John Stirling (* 1829)        | John Stirling (* 1829)        | John Stirling (* 1829)        |         |         | Janet Helen Stirling (* 1830)                  | Janet Helen Stirling (* 1830)                  | Janet Helen Stirling (* 1830)                  | Janet Helen Stirling (* 1830)                  | Janet Helen Stirling (* 1830)                  | Janet Helen Stirling (* 1830)                  |                |                |                |                |

### Mitternachtsdiamanten
Die Protagonisten des siebten Bandes sind Hyacinth Bridgerton, die achte der Geschwister und vierte der Töchter, und Sir Gareth St. Clair, Enkel der Lady Danbury, mit der Hyacinth befreundet ist. Sie sind während des Hauptteils der Geschichte 22 und 28 Jahre alt.
Prolog, 1815: Baron Richard St. Clair und sein jüngerer Sohn Gareth hassen einander. Der Baron ruft den 18 Jahre alten Gareth aus Eton zurück und verkündet, dass seine Heirat mit Mary Winthrop, die geistig zurückgeblieben sei, arrangiert wurde, damit die Mitgift seine Ausbildung in Cambridge bezahle. Als Gareth ablehnt und fragt, warum er ihm das antue, enthüllt der Baron, dass Gareth ein Bastard, also nicht sein Sohn sei, kann dieser es erst nicht glauben, weil sie sich so ähnlich sähen, aber verlässt dann das Haus.
1825: Penelope und Hyacinth besuchen ein Konzert der berüchtigt unmusikalischen Smythe-Smith-Familie, zu dem auch Lady Danbury, der Hyacinth jeden Donnerstag aus Romanen vorliest, und ihr Enkel Gareth erscheinen. Nach dem endgültigen Bruch mit seinem offiziellen Vater war er zu ihr gekommen und sie hatte seine Ausbildung bezahlt. Sein Bruder George verstarb vor einem Jahr, aber der Baron hat bislang nicht Gareth als Bastard denunziert, sondern scheint die Finanzen der Familie absichtlich zu ruinieren, damit Gareth als Erbe mittellos dastehen werde. Drei Tage später erhält Gareth von Georges Witwe Caroline aus seinem Besitz ein in Italienisch geschriebenes Tagebuch seiner Großmutter väterlicherseits, Isabella Marinzoli, das er zu Danbury bringt, als Hyacinth bei ihr ist. Sie merkt an, dass sie etwas Italienisch gelernt hat, und will das Tagebuch übersetzen. Bei einem Bridgerton-Ball stößt Gareth, nachdem er mit Hyacinth getanzt hat, zufällig auf seinen Vater, der ihn damit verspottet, dass er niemals Hyacinth haben und von ihrer Familie akzeptiert werde. Als Hyacinth darauf zu ihm kommt, küsst er sie; sie aber läuft davon. Während sie überlegt, das Tagebuch zurückzugeben, aus dem sie bereits weiß, dass Isabella gegen ihren Willen von ihren Eltern an den Engländer St. Clair verheiratet und von diesem nach London gebracht wurde, entdeckt Hyacinth darin Isabellas Geheimnis. Sie berichtet Gareth, Isabellas Großmutter habe ihr zur Geburt des ersten Kindes ein Set an Juwelenschmuck geschenkt, das Isabelle im Clair House versteckt habe. Hyacinth will sofort mit ihm den Schmuck suchen, aber kann, nachdem er ablehnt, mit dem Argument, dass er ihr Italienisch braucht, ihm nur abringen, dass sie es in der kommenden Montagnacht versuchen. Sie steigen durch ein Fenster ein und im unangetasteten Büro der Baronin finden sie aus einem Geheimfach eine Notiz. Nach ihrer Übersetzung vermutet Hyacinth den nächsten Hinweis in einem Buch in der Bücherei. Nachdem sie beim Promenieren auf den Baron treffen und Hyacinth den Hass zwischen den beiden erlebt, kommt es im Haus Number 5 wieder zum Kuss. Doch Gareth verlässt sie plötzlich und geht zu Anthony, um ihre Hand zu erbitten. Der gibt zwar seine Erlaubnis, aber sagt auch, dass er noch nachdenken solle, bevor er Hyacinth die Frage stellen werde, und falls er sich noch umentscheide, werde Anthony ihr nichts davon sagen. Doch bereits eine Stunde später in Anwesenheit von Danbury fragt er und Hyacinth nimmt den Antrag an. Der Frage nach dem Warum weicht er allerdings aus.
In der Nacht, für die sie ihre nächste Suchaktion geplant haben, verführt Gareth Hyacinth zum Sex, damit sie nicht mehr Jungfrau nicht aussteigen kann, sollte sein Vater noch vor der Hochzeit die Wahrheit verraten. In der Clair-House-Bibliothek finden sie im angegebenen Buch eine Notiz in einer anderen Sprache. Auf dem Rückweg kommt ihnen der Baron St. Clair entgegen, sodass Hyacinth sich versteckt und mitanhört, wie er sagt, dass Gareth sie nur heiraten wolle, weil er gesagt hatte, er würde sie nie bekommen, sowie dass die Verlobung mit Mary Winthrop immer noch gültig sei. Hyacinth läuft nach Hause davon, wo Gareth durchs Fenster zu ihr steigt, um sich zu erklären, doch nachdem sie sagt, dass er sie nur wegen seines Vaters heiraten will, verlangt sie, dass er geht. Eine Woche später, nachdem Violet ihr zu Verständnis geraten hat, geht Hyacinth zu ihm. Sie berichtet zunächst, dass Colin die Sprache der letzten Notiz für Slowenisch hält, und schlägt vor, schon vor der Übersetzung im alten Schlafzimmer der Baronin zu suchen, was er aber nur alleine tun will. Als sie schließlich nicht zurückhalten kann zu fragen, warum er sie heiraten will, gesteht er die Wahrheit, dass der Baron nicht sein Vater ist, und schenkt ihr als Ausgleich dafür, dass sie die Juwelen möglicherweise nie finden werden, zwei von ihm angefertigte Zeichnungen von Hyacinth mit Juwelenschmuck. Wieder bei Danbury liest sie im Tagebuch zu Gareths Zeugungszeitraum, dass der Baron mehrere Monate nicht zugegen war, und kommt daraufhin zu Gareth mit dem Wissen, wer sein Vater ist: sein Onkel Edward, der bei Trafalgar gefallen war, was heißt, dass Isabella dennoch seine leibliche Großmutter ist. Sie bemerkt, dass Gareth für diese Nacht noch einmal zu suchen geplant hat, und verspricht, wenn er sie mitkommen lässt, dass es das letzte Mal sein wird. Sie finden den Schmuck nicht und tatsächlich gibt Hyacinth diesmal auf. Beim Rückweg begegnen sie erneut dem Baron und Gareth sagt ihm, wer sein wirklicher Vater ist.
Epilog: Ein Jahr nach ihrer Hochzeit bekommen sie einen Sohn namens George, zwei Jahre darauf eine Tochter namens Isabella und vier Jahre darauf stirbt der Baron und sie ziehen in Clair House, in dem Hyacinth darauf unermüdlich weitersucht. Sechs Jahre später findet Isabella im Waschraum des Kinderzimmers hinter einer Fliese einen Beutel mit dem Schmuck und legt ihn zurück.
Zweiter Epilog, 1847: Beim Kleiderkaufen mit ihrer Tochter erkennt Hyacinth, dass diese wie sie und sie wie ihre Mutter geworden ist. Hyacinth hat ihren Kindern nicht von dem Schmuck erzählt und Isabella ihr nicht, dass sie welchen gefunden hat. Als Hyacinth diesmal in einem Waschraum sucht und Gareth sagt, dass er ihr auch ein Diamantenhalsband hätte kaufen können, erkennt Isabella, worum es geht, und holt den Schmuck, den sie drei Jahre zuvor aus dem Versteck genommen hatte, aus ihrem Schreibtisch, um ihn heimlich zurückzulegen und zu warten. Ein Jahr später nimmt Hyacinth sich den Waschraum des Kinderzimmers vor und findet endlich den Schmuck.
|                    |                    |                    |                    | Isabella Marinzoli St. Clair † | Isabella Marinzoli St. Clair † | Isabella Marinzoli St. Clair † | Isabella Marinzoli St. Clair † | Isabella Marinzoli St. Clair † | Isabella Marinzoli St. Clair † |                    |                    | Lady Agatha Danbury | Lady Agatha Danbury | Lady Agatha Danbury | Lady Agatha Danbury | Lady Agatha Danbury       | Lady Agatha Danbury       |                           |                           |                           |                           |                           |                           |                              |                              |                              |                              |                              |                              |  |  |  |  |  |  |  |  |  |  |  |  |
|                    |                    |                    |                    | Isabella Marinzoli St. Clair † | Isabella Marinzoli St. Clair † | Isabella Marinzoli St. Clair † | Isabella Marinzoli St. Clair † | Isabella Marinzoli St. Clair † | Isabella Marinzoli St. Clair † |                    |                    | Lady Agatha Danbury | Lady Agatha Danbury | Lady Agatha Danbury | Lady Agatha Danbury | Lady Agatha Danbury       | Lady Agatha Danbury       |                           |                           |                           |                           |                           |                           |                              |                              |                              |                              |                              |                              |  |  |  |  |  |  |  |  |  |  |  |  |
|                    |                    |                    |                    |                                |                                |                                |                                |                                |                                |                    |                    |                     |                     |                     |                     |                           |                           |                           |                           |                           |                           |                           |                           |                              |                              |                              |                              |                              |                              |  |  |  |  |  |  |  |  |  |  |  |  |
|                    |                    |                    |                    | Baron Richard St. Clair        | Baron Richard St. Clair        | Baron Richard St. Clair        | Baron Richard St. Clair        | Baron Richard St. Clair        | Baron Richard St. Clair        |                    |                    | Anne St. Clair †    | Anne St. Clair †    | Anne St. Clair †    | Anne St. Clair †    | Anne St. Clair †          | Anne St. Clair †          |                           |                           | Edward St. Clair († 1805) | Edward St. Clair († 1805) | Edward St. Clair († 1805) | Edward St. Clair († 1805) | Edward St. Clair († 1805)    | Edward St. Clair († 1805)    |                              |                              |                              |                              |  |  |  |  |  |  |  |  |  |  |  |  |
|                    |                    |                    |                    | Baron Richard St. Clair        | Baron Richard St. Clair        | Baron Richard St. Clair        | Baron Richard St. Clair        | Baron Richard St. Clair        | Baron Richard St. Clair        |                    |                    | Anne St. Clair †    | Anne St. Clair †    | Anne St. Clair †    | Anne St. Clair †    | Anne St. Clair †          | Anne St. Clair †          |                           |                           | Edward St. Clair († 1805) | Edward St. Clair († 1805) | Edward St. Clair († 1805) | Edward St. Clair († 1805) | Edward St. Clair († 1805)    | Edward St. Clair († 1805)    |                              |                              |                              |                              |  |  |  |  |  |  |  |  |  |  |  |  |
|                    |                    |                    |                    |                                |                                |                                |                                |                                |                                |                    |                    |                     |                     |                     |                     |                           |                           |                           |                           |                           |                           |                           |                           |                              |                              |                              |                              |                              |                              |  |  |  |  |  |  |  |  |  |  |  |  |
| Caroline St. Clair | Caroline St. Clair | Caroline St. Clair | Caroline St. Clair | Caroline St. Clair             | Caroline St. Clair             |                                |                                | George St. Clair †             | George St. Clair †             | George St. Clair † | George St. Clair † | George St. Clair †  | George St. Clair †  |                     |                     | Gareth St. Clair (* 1797) | Gareth St. Clair (* 1797) | Gareth St. Clair (* 1797) | Gareth St. Clair (* 1797) | Gareth St. Clair (* 1797) | Gareth St. Clair (* 1797) |                           |                           | Hyacinth Bridgerton (* 1803) | Hyacinth Bridgerton (* 1803) | Hyacinth Bridgerton (* 1803) | Hyacinth Bridgerton (* 1803) | Hyacinth Bridgerton (* 1803) | Hyacinth Bridgerton (* 1803) |  |  |  |  |  |  |  |  |  |  |  |  |
| Caroline St. Clair | Caroline St. Clair | Caroline St. Clair | Caroline St. Clair | Caroline St. Clair             | Caroline St. Clair             |                                |                                | George St. Clair †             | George St. Clair †             | George St. Clair † | George St. Clair † | George St. Clair †  | George St. Clair †  |                     |                     | Gareth St. Clair (* 1797) | Gareth St. Clair (* 1797) | Gareth St. Clair (* 1797) | Gareth St. Clair (* 1797) | Gareth St. Clair (* 1797) | Gareth St. Clair (* 1797) |                           |                           | Hyacinth Bridgerton (* 1803) | Hyacinth Bridgerton (* 1803) | Hyacinth Bridgerton (* 1803) | Hyacinth Bridgerton (* 1803) | Hyacinth Bridgerton (* 1803) | Hyacinth Bridgerton (* 1803) |  |  |  |  |  |  |  |  |  |  |  |  |
|                    |                    |                    |                    |                                |                                |                                |                                |                                |                                |                    |                    |                     |                     |                     |                     |                           |                           |                           |                           |                           |                           |                           |                           |                              |                              |                              |                              |                              |                              |  |  |  |  |  |  |  |  |  |  |  |  |
|                    |                    |                    |                    |                                |                                |                                |                                |                                |                                |                    |                    |                     |                     |                     |                     |                           |                           |                           |                           |                           |                           |                           |                           |                              |                              |                              |                              |                              |                              |  |  |  |  |  |  |  |  |  |  |  |  |
|                    |                    |                    |                    |                                |                                |                                |                                |                                |                                |                    |                    |                     |                     |                     |                     | George St. Clair (* 1826) | George St. Clair (* 1826) | George St. Clair (* 1826) | George St. Clair (* 1826) | George St. Clair (* 1826) | George St. Clair (* 1826) |                           |                           | Isabella St. Clair (1828)    | Isabella St. Clair (1828)    | Isabella St. Clair (1828)    | Isabella St. Clair (1828)    | Isabella St. Clair (1828)    | Isabella St. Clair (1828)    |  |  |  |  |  |  |  |  |  |  |  |  |

### Hochzeitsglocken für Lady Lucy
Die Protagonisten des achten Bandes sind Gregory Bridgerton, der siebte der Geschwister und vierter der Söhne, und Lady Lucinda („Lucy“) Abernathy, die während des Hauptteils der Geschichte 26 und 20 Jahre alt sind.
Prolog, 1827: Gregory läuft gehetzt durch die Straßen Londons zu einer Kirche und platzt die Türen aufreißend in einer Trauung. Der Braut ruft er, dass sie es nicht tun solle, sondern, weil er sie liebe, ihn heiraten solle.
2 Monate vorher: Bei einer Feier von Kate in Aubrey Hall ist Gregory auf den ersten Blick hin und weg von Hermione Watson, die mit ihrer besten Freundin Lucy Abernathy dort ist. Sie befinden sich gerade in der Vorbereitung vor Beginn ihrer ersten Saison, allerdings zieht bereits jetzt Hermione schon immer wieder Verehrer an. Lucy ist „praktisch“ schon mit Lord Haselby verlobt, mit dessen Vater ihr Onkel es vor zehn Jahren ausgemacht hat; Hermione, Tochter eines Vizegrafen, und Mr. Edmonds, den Sekretär ihres Vaters, lieben sich, doch weil Lucy nicht glaubt, dass Hermiones Vater eine Heirat erlauben würde, will sie ihre Freundin mit Gregory zusammenbringen, von dem sie gemerkt hat, dass er sich in Hermione verliebt hat. Für den nächsten Morgen hat Kate einen Ausflug in die Stadt zu Zweierpaaren organisiert, bei dem Hermione von Gregory und Lucy von Neville Berbrooke, Nigels Bruder, eskortiert werden. Gregory bemüht sich, aber erhält von Lucy den Rat, sich erstmal zurückzuziehen und so interessanter zu machen. Bereits am Abend beschwert er sich unter vier Augen, dass dies nicht wirke, worauf Lucy meint, Hermione werde sich noch besinnen, da er offensichtlich besser als die anderen sei. Aus Sorge, dass er dies als Interesse ihrerseits missversteht, spielt sie am nächsten Morgen krank und Gregory hat Gelegenheit, mit Hermione allein zu sprechen, die anschließend berichtet, dass sie bei ihm ein Kribbeln gespürt hat. Unerwartet erscheint Lucys Bruder Richard, Lord Fennsworth, weil ihr Onkel sie zurückgerufen hat; Kate kann ihn überreden, noch etwas zu bleiben, und Gregory bemerkt, dass auch Richard in Hermione verliebt ist, was Lucy ihm aber nicht glaubt. Schließlich findet als Highlight der Feier ein Maskenball statt. Nach einem Tanz bemerken Gregory und Lucy, dass Hermione und Richard offenbar zusammen dem Ballsaal entschwunden sind, und gehen sie mit Kate suchen, die, als sie die beiden in der Orangerie finden, dafür sorgt, dass sie umgehend verlobt werden. Als Lucy den Ball zu ihrem Zimmer verlässt, trifft sie auf dem Weg den angetrunkenen Gregory, der sie küsst. Vor ihrer Abfahrt erkennt Lucy, als Hermione beschreibt, wie sie sich in Richards Gegenwart fühlt, dass sie sich in Gregory verliebt hat, und dieser, dass es ihn nicht stört, Hermione nicht bekommen zu haben.
Einen Monat später, eine Woche vor Lucys Hochzeit, findet das erste Treffen zwischen ihr und Lord Haselby mit dessen Vater Davenport und ihrem Onkel statt. Als Gregory sie im Park wiedersieht, erfährt er den Namen ihres Verlobten, und dass ihr Onkel ihr keine Bälle erlaubt, damit sie erst als Lady Haselby ihr Debüt habe, worauf er Daphne eine Einladung an sie austeilen lässt, die nicht abgelehnt werden kann. Auf dem Ball erklärt er ihr unter vier Augen, dass Haselby Männer bevorzuge; sie bekunden gegenseitig ihre Liebe und wollen heiraten. Als Lucy darüber mit ihrem Onkel spricht, enthüllt er, dass sie von Davenport erpresst werden, weil ihr Vater Staatsgeheimnisse an Frankreich verraten habe. Ihr Onkel hält sie darauf im Haus fest, doch in der letzten Nacht schleicht Gregory hinein und hat mit ihr Sex. Obwohl er am Morgen zusammen mit Colin darauf wartet, dass sie ihm ein Zeichen gibt, mit dem Onkel gesprochen zu haben, fährt sie stattdessen in der Kutsche mit zur Kirche, um Haselby zu heiraten. Er platzt noch vor ihrem Jawort hinein, aber Lucy weist ihn ab, da sie es tun müsse, und die Trauung wird vollzogen. Anschließend wird in Fennsworth House gefeiert, wo Gregory Lucy überrascht und sie in einem Waschraum anbindet, sodass sie ihm endlich von der Erpressung erzählt. Er bespricht das Weitere mit Hermione, Richard und Haselby, doch als er Lucy holen will, ist sie nicht mehr da, weil ihr Onkel sie gefunden und in einem anderen Zimmer versteckt. Zunächst stößt Gregory hinzu, dann die anderen, worauf der Onkel erschreckt einen Schuss loslässt und Gregory und Richard darauf auf ihn schießen. Es kommt heraus, dass in Wahrheit der Onkel der Verräter ist, Lord Davenport droht ebenfalls der Ruin, da er den Verräter nicht sofort ausgeliefert hat und der gesamte Skandal ist Grund genug, die Ehe mit Haselby zu annullieren, ohne dessen Geheimnis aufzudecken.
Epilog: Lucy wird acht Mal schwanger und bekommt zuletzt Zwillinge.
Zweiter Epilog: Hyacinth ist bei der Geburt der Zwillinge dabei. Da die Kinder ab dem vierten nach Gregorys Geschwistern benannt wurden, erhalten sie die Namen Eloise und Francesca. Lucy ist nach der Geburt schwach und hat eine starke Blutung. Während Gregory sich Sorgen macht, dass sie sterben könnte, kommt die älteste Tochter Katherine hinzu und gibt den Zwillingen Mittelnamen, Eloise Lucy und Francesca Hyacinth. Als der Arzt kommt, lässt er Lucy aufwecken, um zu sehen, ob sie aufwachen kann, und sagt, sie müsse vielleicht noch Wochen im Bett bleiben. Am nächsten Morgen wacht sie wieder auf und lässt die übrigen Kinder sie sehen.
|                               |                               |                               |                               |                               |                               |  |  |                             |                             |                             |                             |                             |                             |  |  |                                       |                                       |                                       |                                       |                                       |                                       |  |  |                            |                            |                            |                            |                            |                            |  |  |                             |                             |                             |                             |                             |                             |  |  |                              |                              |                              |                              |                              |                              |  |  |                             |                             |                             |                             |                             |                             |  |  |                                 |                                 |                                 |                                 |                                 |                                 |  |  |                                        |                                        |                                        |                                        |                                        |                                        |
|                               |                               |                               |                               |                               |                               |  |  |                             |                             |                             |                             |                             |                             |  |  |                                       |                                       |                                       |                                       |                                       |                                       |  |  |                            |                            |                            |                            |                            |                            |  |  |                             |                             |                             |                             |                             |                             |  |  |                              |                              |                              |                              |                              |                              |  |  |                             |                             |                             |                             |                             |                             |  |  |                                 |                                 |                                 |                                 |                                 |                                 |  |  |                                        |                                        |                                        |                                        |                                        |                                        |
|                               |                               |                               |                               |                               |                               |  |  |                             |                             |                             |                             |                             |                             |  |  |                                       |                                       |                                       |                                       |                                       |                                       |  |  | Vater †                    | Vater †                    | Vater †                    | Vater †                    | Vater †                    | Vater †                    |  |  | Lord Davenport              | Lord Davenport              | Lord Davenport              | Lord Davenport              | Lord Davenport              | Lord Davenport              |  |  | Robert Abernathy             | Robert Abernathy             | Robert Abernathy             | Robert Abernathy             | Robert Abernathy             | Robert Abernathy             |  |  | Harriet Abernathy           | Harriet Abernathy           | Harriet Abernathy           | Harriet Abernathy           | Harriet Abernathy           | Harriet Abernathy           |  |  |                                 |                                 |                                 |                                 |                                 |                                 |  |  |                                        |                                        |                                        |                                        |                                        |                                        |
|                               |                               |                               |                               |                               |                               |  |  |                             |                             |                             |                             |                             |                             |  |  |                                       |                                       |                                       |                                       |                                       |                                       |  |  | Vater †                    | Vater †                    | Vater †                    | Vater †                    | Vater †                    | Vater †                    |  |  | Lord Davenport              | Lord Davenport              | Lord Davenport              | Lord Davenport              | Lord Davenport              | Lord Davenport              |  |  | Robert Abernathy             | Robert Abernathy             | Robert Abernathy             | Robert Abernathy             | Robert Abernathy             | Robert Abernathy             |  |  | Harriet Abernathy           | Harriet Abernathy           | Harriet Abernathy           | Harriet Abernathy           | Harriet Abernathy           | Harriet Abernathy           |  |  |                                 |                                 |                                 |                                 |                                 |                                 |  |  |                                        |                                        |                                        |                                        |                                        |                                        |
|                               |                               |                               |                               |                               |                               |  |  |                             |                             |                             |                             |                             |                             |  |  |                                       |                                       |                                       |                                       |                                       |                                       |  |  |                            |                            |                            |                            |                            |                            |  |  |                             |                             |                             |                             |                             |                             |  |  |                              |                              |                              |                              |                              |                              |  |  |                             |                             |                             |                             |                             |                             |  |  |                                 |                                 |                                 |                                 |                                 |                                 |  |  |                                        |                                        |                                        |                                        |                                        |                                        |
|                               |                               |                               |                               |                               |                               |  |  |                             |                             |                             |                             |                             |                             |  |  |                                       |                                       |                                       |                                       |                                       |                                       |  |  |                            |                            |                            |                            |                            |                            |  |  |                             |                             |                             |                             |                             |                             |  |  |                              |                              |                              |                              |                              |                              |  |  |                             |                             |                             |                             |                             |                             |  |  |                                 |                                 |                                 |                                 |                                 |                                 |  |  |                                        |                                        |                                        |                                        |                                        |                                        |
|                               |                               |                               |                               |                               |                               |  |  |                             |                             |                             |                             |                             |                             |  |  | Richard Abernathy, Lord of Fennsworth | Richard Abernathy, Lord of Fennsworth | Richard Abernathy, Lord of Fennsworth | Richard Abernathy, Lord of Fennsworth | Richard Abernathy, Lord of Fennsworth | Richard Abernathy, Lord of Fennsworth |  |  | Hermione Watson            | Hermione Watson            | Hermione Watson            | Hermione Watson            | Hermione Watson            | Hermione Watson            |  |  | Arthur Haselby              | Arthur Haselby              | Arthur Haselby              | Arthur Haselby              | Arthur Haselby              | Arthur Haselby              |  |  | Lucy Abernathy (* 1807)      | Lucy Abernathy (* 1807)      | Lucy Abernathy (* 1807)      | Lucy Abernathy (* 1807)      | Lucy Abernathy (* 1807)      | Lucy Abernathy (* 1807)      |  |  | Gregory Bridgerton (* 1801) | Gregory Bridgerton (* 1801) | Gregory Bridgerton (* 1801) | Gregory Bridgerton (* 1801) | Gregory Bridgerton (* 1801) | Gregory Bridgerton (* 1801) |  |  |                                 |                                 |                                 |                                 |                                 |                                 |  |  |                                        |                                        |                                        |                                        |                                        |                                        |
|                               |                               |                               |                               |                               |                               |  |  |                             |                             |                             |                             |                             |                             |  |  | Richard Abernathy, Lord of Fennsworth | Richard Abernathy, Lord of Fennsworth | Richard Abernathy, Lord of Fennsworth | Richard Abernathy, Lord of Fennsworth | Richard Abernathy, Lord of Fennsworth | Richard Abernathy, Lord of Fennsworth |  |  | Hermione Watson            | Hermione Watson            | Hermione Watson            | Hermione Watson            | Hermione Watson            | Hermione Watson            |  |  | Arthur Haselby              | Arthur Haselby              | Arthur Haselby              | Arthur Haselby              | Arthur Haselby              | Arthur Haselby              |  |  | Lucy Abernathy (* 1807)      | Lucy Abernathy (* 1807)      | Lucy Abernathy (* 1807)      | Lucy Abernathy (* 1807)      | Lucy Abernathy (* 1807)      | Lucy Abernathy (* 1807)      |  |  | Gregory Bridgerton (* 1801) | Gregory Bridgerton (* 1801) | Gregory Bridgerton (* 1801) | Gregory Bridgerton (* 1801) | Gregory Bridgerton (* 1801) | Gregory Bridgerton (* 1801) |  |  |                                 |                                 |                                 |                                 |                                 |                                 |  |  |                                        |                                        |                                        |                                        |                                        |                                        |
|                               |                               |                               |                               |                               |                               |  |  |                             |                             |                             |                             |                             |                             |  |  |                                       |                                       |                                       |                                       |                                       |                                       |  |  |                            |                            |                            |                            |                            |                            |  |  |                             |                             |                             |                             |                             |                             |  |  |                              |                              |                              |                              |                              |                              |  |  |                             |                             |                             |                             |                             |                             |  |  |                                 |                                 |                                 |                                 |                                 |                                 |  |  |                                        |                                        |                                        |                                        |                                        |                                        |
|                               |                               |                               |                               |                               |                               |  |  |                             |                             |                             |                             |                             |                             |  |  |                                       |                                       |                                       |                                       |                                       |                                       |  |  |                            |                            |                            |                            |                            |                            |  |  |                             |                             |                             |                             |                             |                             |  |  |                              |                              |                              |                              |                              |                              |  |  |                             |                             |                             |                             |                             |                             |  |  |                                 |                                 |                                 |                                 |                                 |                                 |  |  |                                        |                                        |                                        |                                        |                                        |                                        |
| Katherine Bridgerton (* 1828) | Katherine Bridgerton (* 1828) | Katherine Bridgerton (* 1828) | Katherine Bridgerton (* 1828) | Katherine Bridgerton (* 1828) | Katherine Bridgerton (* 1828) |  |  | Richard Bridgerton (* 1829) | Richard Bridgerton (* 1829) | Richard Bridgerton (* 1829) | Richard Bridgerton (* 1829) | Richard Bridgerton (* 1829) | Richard Bridgerton (* 1829) |  |  | Hermione Bridgerton (* 1831)          | Hermione Bridgerton (* 1831)          | Hermione Bridgerton (* 1831)          | Hermione Bridgerton (* 1831)          | Hermione Bridgerton (* 1831)          | Hermione Bridgerton (* 1831)          |  |  | Daphne Bridgerton (* 1832) | Daphne Bridgerton (* 1832) | Daphne Bridgerton (* 1832) | Daphne Bridgerton (* 1832) | Daphne Bridgerton (* 1832) | Daphne Bridgerton (* 1832) |  |  | Anthony Bridgerton (* 1834) | Anthony Bridgerton (* 1834) | Anthony Bridgerton (* 1834) | Anthony Bridgerton (* 1834) | Anthony Bridgerton (* 1834) | Anthony Bridgerton (* 1834) |  |  | Benedict Bridgerton (* 1836) | Benedict Bridgerton (* 1836) | Benedict Bridgerton (* 1836) | Benedict Bridgerton (* 1836) | Benedict Bridgerton (* 1836) | Benedict Bridgerton (* 1836) |  |  | Colin Bridgerton (* 1838)   | Colin Bridgerton (* 1838)   | Colin Bridgerton (* 1838)   | Colin Bridgerton (* 1838)   | Colin Bridgerton (* 1838)   | Colin Bridgerton (* 1838)   |  |  | Eloise Lucy Bridgerton (* 1840) | Eloise Lucy Bridgerton (* 1840) | Eloise Lucy Bridgerton (* 1840) | Eloise Lucy Bridgerton (* 1840) | Eloise Lucy Bridgerton (* 1840) | Eloise Lucy Bridgerton (* 1840) |  |  | Francesca Hyacinth Bridgerton (* 1840) | Francesca Hyacinth Bridgerton (* 1840) | Francesca Hyacinth Bridgerton (* 1840) | Francesca Hyacinth Bridgerton (* 1840) | Francesca Hyacinth Bridgerton (* 1840) | Francesca Hyacinth Bridgerton (* 1840) |

## Anknüpfende Bücher
- 2003 und 2004 war Quinn neben weiteren Regency-Autorinnen an den Anthologien The Further Observations of Lady Whistledown und Lady Whistledown Strikes Back mit jeweils einer Geschichte beteiligt, die zwar nicht mit den Bridgertons zu tun haben, aber die Figur Lady Whistledown verknüpft darin die Geschichten miteinander. Auf Deutsch erschienen im Juli 2022 Quinns zwei Geschichten zusammen in dem Sammelband Neues von Lady Whistledown.
- Nach den Bridgerton-Romanen schrieb Quinn auf Anfragen der Leser sogenannte „zweite Epiloge“ zu den Büchern, die zunächst digital als e-shorts veröffentlicht wurden. Gedruckt erschienen sie 2013 in der Sammlung The Bridgertons: Happily Ever After. In späteren Ausgaben der Hauptromane sind auch die zweiten Epiloge enthalten.
- Von 2011 bis 2015 erschienen vier Bücher der Smythe-Smith-Reihe über eine unmusikalische Konzertfamilie, die zuerst in Quinns Roman Minx (1996) und auch in mehreren Bridgerton-Romanen auftrat. Sie spielen 1824/25; im letzten Band findet ein Konzert statt, das Hyacinth und Gareth in ihrem Roman besuchen. Im ersten Smythe-Smith-Band haben separat voneinander Colin Bridgerton und Penelope Featherington Gastauftritte.
- Von 2016 bis 2020 erschien in vier Bänden die Rokesby-Serie, die oftmals als eine Art Bridgerton-Prequel angesehen wird.
- 2021 erschien mit The Wit and Wisdom of Bridgerton: Lady Whistledown's Official Guide eine Sammlung mit denkwürdigen Zitaten über oder von den beliebtesten Figuren der Reihe.
- Im Mai 2022 wurde die Graphic Novel Miss Butterworth and the Mad Baron mit Illustrationen von Violet Charles, Quinns Schwester, die mit ihrem Vater 2021 durch einen betrunkenen Autofahrer getötet wurde, veröffentlicht.[4] Das Werk basiert auf einem Buch in den Romanen, das erstmals in It’s in His Kiss erwähnt von Hyacinth und Lady Danbury gelesen wird.

### Violet in Bloom
Violet in Bloom: A Novella ist eine Kurzgeschichte über Violet Ledger/Bridgerton, die neben den zweiten Epilogen exklusiv in Happily Ever After erschien. In einem Vorwort schreibt Julia Quinn, dass Violet ihre Lieblingsfigur geworden sei, weil sie anders als die Hauptfiguren in allen acht Bridgerton-Bücher vorkommt und im Verlauf wachsen konnte. In Deutschland erschien im Rahmen einer limitierten Schmuckausgabe, die die Bücher mit den Vornamen der Paare betitelt (zum Beispiel Bridgerton – Daphne & Simon) im Januar 2025 die Novelle erstmals als eigenständiges Buch unter dem Titel Bridgerton – Violet.
Inhalt: 1774 in Surrey, die achtjährige Violet will sich an Edmund, der eine benachbarte Familie besucht und ihr einen Streich gespielt hat, rächen, aber wird vorher von ihrem Vater erwischt. Neun Jahre später während der Saison sitzt Violet als beobachtendes Mauerblümchen am Rande eines Balls, als der junge Gentleman Edmund, an den sie sich zuerst nicht erinnert, vorstellt. Als er sie um einen Tanz bittet, stellt sie fest, dass sie nicht von ihm wegsehen kann. Sechs Monate später haben sie geheiratet und sind auf dem Weg zu ihren Flitterwochen – in ein Gasthaus, das Edmund gewählt hat, damit sie morgens nicht aus dem Bett aufstehen müssen. Zwanzig Jahre später in Aubrey Hall, als Edmund stirbt, hört Violet Eloises Schreie und findet ihn leblos im Garten, worauf sie kurz bewusstlos wird und ins Bett gebracht wird. Nach der Geburt des Babys nennt Violet es Hyacinth und die anderen Mädchen kommen, es zu sehen. Dreizehn Jahre später, 1815, ist Violet gestresst, weil Eloise und Francesca gleichzeitig auf dem Heiratsmarkt sind. Auf dem Maskenball (siehe An Offer from a Gentleman) wird die als Elisabeth I. verkleidete Violet von einem Unbekannten zum Tanz gebeten. Ihre Kinder tuscheln darüber und befragen Violet anschließend. Viele Jahre später zu ihrem 75. Geburtstag ist die gesamte Familie in Aubrey Hall versammelt. Daphne fragt Violet, ob sie glücklich ist und ob sie nach Edmunds Tod jemals einen anderen Geliebten hatte oder hätte nehmen können, so wie Francesca. Violet antwortet, dass ein anderer Mann eine andere Art Glück gewesen wäre, aber sie es nie gefunden, aber auch nicht gebraucht habe.

### Rokesbys
Die Rokesby-Romane, die die Liebesgeschichten der vier Rokesby-Söhne erzählen, spielen vor den Bridgerton-Romanen im späten 18. Jahrhundert und behandeln neben der Familie Rokesby als zweite Protagonisten auch die den Bridgerton-Romanen vorangehende Generation der Familie Bridgerton, die zu der Zeit noch dauerhaft in Aubrey Hall lebt. Die Rokesbys leben drei Meilen entfernt in Crake House, weswegen sie eng mit den Bridgertons befreundet sind und ihre Kinder gemeinsam aufwuchsen. In vier Romanen entstehen drei Rokesby-Bridgerton-Ehen. Das Zusammenkommen und die Ehe von Edmund Bridgerton mit Violet wird nicht in einem Roman erzählt; sie sind im letzten Band bereits verheiratet und Anthony, Benedict und Colin kommen als Kleinkinder vor.
| Bücher | Bücher                                                                         | Bücher     | Bücher     | Handlung           | Handlung                         | Handlung                       |
| Nr.    | Titel                                                                          | Erscheinen | Aufteilung | Handlungszeit      | Protagonisten                    | Protagonisten                  |
| ------ | ------------------------------------------------------------------------------ | ---------- | ---------- | ------------------ | -------------------------------- | ------------------------------ |
| 1      | Der Earl mit den eisblauen Augen Because of Miss Bridgerton                    | 2016       | 24 Kapitel | 1779               | George Rokesby, Viscount Kennard | Sybilla „Billie“ Bridgerton    |
| 2      | Tollkühne Lügen, sinnliche Leidenschaft The Girl with the Make-Believe Husband | 2017       | 22 Kapitel | Juni 1779          | Captain Edward Rokesby           | Cecilia Harcourt               |
| 3      | Miss Bridgerton und der geheimnisvolle Verführer The Other Miss Bridgerton     | 2018       | 23 Kapitel | früher Sommer 1786 | Lieutenant Andrew Rokesby        | Poppy Bridgerton               |
| 4      | Wie heiratet man eine Bridgerton? First Comes Scandal                          | 2020       | 23 Kapitel | 1791               | Nicholas Rokesby                 | Georgiana „Georgie“ Bridgerton |

|                                           |                                           |                                           |                                           |                                           |                                           |  |  |                                                             |                                                             |                                                             |                                                             |                                                             |                                                             |  |  |                                      |                                      |                                      |                                      |                                      |                                      |  |  |                                                |                                                |                                                |                                                |                                                |                                                |  |  |                                    |                                    |                                    |                                    |                                    |                                    |  |  |                                                     |                                                     |                                                     |                                                     |                                                     |                                                     |  |  |                                    |                                    |                                    |                                    |                                    |                                    |  |  |                                         |                                         |                                         |                                         |                                         |                                         |  |  |                                                   |                                                   |                                                   |                                                   |                                                   |                                                   |  |  |                              |                              |                              |                              |                              |                              |  |  |                             |                             |                             |                             |                             |                             |                |                |                           |                           |                           |                           |                           |                           |                 |                 |                              |                              |                              |                              |                              |                              |  |  |                            |                            |                            |                            |                            |                            |
|                                           |                                           |                                           |                                           |                                           |                                           |  |  |                                                             |                                                             |                                                             |                                                             |                                                             |                                                             |  |  |                                      |                                      |                                      |                                      |                                      |                                      |  |  |                                                |                                                |                                                |                                                |                                                |                                                |  |  |                                    |                                    |                                    |                                    |                                    |                                    |  |  |                                                     |                                                     |                                                     |                                                     |                                                     |                                                     |  |  |                                    |                                    |                                    |                                    |                                    |                                    |  |  |                                         |                                         |                                         |                                         |                                         |                                         |  |  |                                                   |                                                   |                                                   |                                                   |                                                   |                                                   |  |  |                              |                              |                              |                              |                              |                              |  |  |                             |                             |                             |                             |                             |                             |                |                |                           |                           |                           |                           |                           |                           |                 |                 |                              |                              |                              |                              |                              |                              |  |  |                            |                            |                            |                            |                            |                            |
|                                           |                                           |                                           |                                           |                                           |                                           |  |  |                                                             |                                                             |                                                             |                                                             |                                                             |                                                             |  |  |                                      |                                      |                                      |                                      |                                      |                                      |  |  | Lord Rokesby, Earl of Manston (* 1722)         | Lord Rokesby, Earl of Manston (* 1722)         | Lord Rokesby, Earl of Manston (* 1722)         | Lord Rokesby, Earl of Manston (* 1722)         | Lord Rokesby, Earl of Manston (* 1722)         | Lord Rokesby, Earl of Manston (* 1722)         |  |  | Lady Helen Rokesby (* 1729)        | Lady Helen Rokesby (* 1729)        | Lady Helen Rokesby (* 1729)        | Lady Helen Rokesby (* 1729)        | Lady Helen Rokesby (* 1729)        | Lady Helen Rokesby (* 1729)        |  |  | Viscount Bridgerton (* 1724)                        | Viscount Bridgerton (* 1724)                        | Viscount Bridgerton (* 1724)                        | Viscount Bridgerton (* 1724)                        | Viscount Bridgerton (* 1724)                        | Viscount Bridgerton (* 1724)                        |  |  | Lady Alexandra Bridgerton (* 1732) | Lady Alexandra Bridgerton (* 1732) | Lady Alexandra Bridgerton (* 1732) | Lady Alexandra Bridgerton (* 1732) | Lady Alexandra Bridgerton (* 1732) | Lady Alexandra Bridgerton (* 1732) |  |  |                                         |                                         |                                         |                                         |                                         |                                         |  |  |                                                   |                                                   |                                                   |                                                   |                                                   |                                                   |  |  |                              |                              |                              |                              |                              |                              |  |  |                             |                             |                             |                             | Mr. Bridgerton              | Mr. Bridgerton              | Mr. Bridgerton | Mr. Bridgerton | Mr. Bridgerton            | Mr. Bridgerton            |                           |                           | Mrs. Bridgerton           | Mrs. Bridgerton           | Mrs. Bridgerton | Mrs. Bridgerton | Mrs. Bridgerton              | Mrs. Bridgerton              |                              |                              |                              |                              |  |  |                            |                            |                            |                            |                            |                            |
|                                           |                                           |                                           |                                           |                                           |                                           |  |  |                                                             |                                                             |                                                             |                                                             |                                                             |                                                             |  |  |                                      |                                      |                                      |                                      |                                      |                                      |  |  | Lord Rokesby, Earl of Manston (* 1722)         | Lord Rokesby, Earl of Manston (* 1722)         | Lord Rokesby, Earl of Manston (* 1722)         | Lord Rokesby, Earl of Manston (* 1722)         | Lord Rokesby, Earl of Manston (* 1722)         | Lord Rokesby, Earl of Manston (* 1722)         |  |  | Lady Helen Rokesby (* 1729)        | Lady Helen Rokesby (* 1729)        | Lady Helen Rokesby (* 1729)        | Lady Helen Rokesby (* 1729)        | Lady Helen Rokesby (* 1729)        | Lady Helen Rokesby (* 1729)        |  |  | Viscount Bridgerton (* 1724)                        | Viscount Bridgerton (* 1724)                        | Viscount Bridgerton (* 1724)                        | Viscount Bridgerton (* 1724)                        | Viscount Bridgerton (* 1724)                        | Viscount Bridgerton (* 1724)                        |  |  | Lady Alexandra Bridgerton (* 1732) | Lady Alexandra Bridgerton (* 1732) | Lady Alexandra Bridgerton (* 1732) | Lady Alexandra Bridgerton (* 1732) | Lady Alexandra Bridgerton (* 1732) | Lady Alexandra Bridgerton (* 1732) |  |  |                                         |                                         |                                         |                                         |                                         |                                         |  |  |                                                   |                                                   |                                                   |                                                   |                                                   |                                                   |  |  |                              |                              |                              |                              |                              |                              |  |  |                             |                             |                             |                             | Mr. Bridgerton              | Mr. Bridgerton              | Mr. Bridgerton | Mr. Bridgerton | Mr. Bridgerton            | Mr. Bridgerton            |                           |                           | Mrs. Bridgerton           | Mrs. Bridgerton           | Mrs. Bridgerton | Mrs. Bridgerton | Mrs. Bridgerton              | Mrs. Bridgerton              |                              |                              |                              |                              |  |  |                            |                            |                            |                            |                            |                            |
|                                           |                                           |                                           |                                           |                                           |                                           |  |  |                                                             |                                                             |                                                             |                                                             |                                                             |                                                             |  |  |                                      |                                      |                                      |                                      |                                      |                                      |  |  |                                                |                                                |                                                |                                                |                                                |                                                |  |  |                                    |                                    |                                    |                                    |                                    |                                    |  |  |                                                     |                                                     |                                                     |                                                     |                                                     |                                                     |  |  |                                    |                                    |                                    |                                    |                                    |                                    |  |  |                                         |                                         |                                         |                                         |                                         |                                         |  |  |                                                   |                                                   |                                                   |                                                   |                                                   |                                                   |  |  |                              |                              |                              |                              |                              |                              |  |  |                             |                             |                             |                             |                             |                             |                |                |                           |                           |                           |                           |                           |                           |                 |                 |                              |                              |                              |                              |                              |                              |  |  |                            |                            |                            |                            |                            |                            |
|                                           |                                           |                                           |                                           |                                           |                                           |  |  |                                                             |                                                             |                                                             |                                                             |                                                             |                                                             |  |  |                                      |                                      |                                      |                                      |                                      |                                      |  |  |                                                |                                                |                                                |                                                |                                                |                                                |  |  |                                    |                                    |                                    |                                    |                                    |                                    |  |  |                                                     |                                                     |                                                     |                                                     |                                                     |                                                     |  |  |                                    |                                    |                                    |                                    |                                    |                                    |  |  |                                         |                                         |                                         |                                         |                                         |                                         |  |  |                                                   |                                                   |                                                   |                                                   |                                                   |                                                   |  |  |                              |                              |                              |                              |                              |                              |  |  |                             |                             |                             |                             |                             |                             |                |                |                           |                           |                           |                           |                           |                           |                 |                 |                              |                              |                              |                              |                              |                              |  |  |                            |                            |                            |                            |                            |                            |
|                                           |                                           |                                           |                                           |                                           |                                           |  |  |                                                             |                                                             |                                                             |                                                             |                                                             |                                                             |  |  |                                      |                                      |                                      |                                      |                                      |                                      |  |  |                                                |                                                |                                                |                                                |                                                |                                                |  |  |                                    |                                    |                                    |                                    |                                    |                                    |  |  |                                                     |                                                     |                                                     |                                                     |                                                     |                                                     |  |  |                                    |                                    |                                    |                                    |                                    |                                    |  |  |                                         |                                         |                                         |                                         |                                         |                                         |  |  |                                                   |                                                   |                                                   |                                                   |                                                   |                                                   |  |  |                              |                              |                              |                              |                              |                              |  |  |                             |                             |                             |                             |                             |                             |                |                |                           |                           |                           |                           |                           |                           |                 |                 |                              |                              |                              |                              |                              |                              |  |  |                            |                            |                            |                            |                            |                            |
|                                           |                                           |                                           |                                           |                                           |                                           |  |  |                                                             |                                                             |                                                             |                                                             |                                                             |                                                             |  |  |                                      |                                      |                                      |                                      |                                      |                                      |  |  |                                                |                                                |                                                |                                                |                                                |                                                |  |  |                                    |                                    |                                    |                                    |                                    |                                    |  |  |                                                     |                                                     |                                                     |                                                     |                                                     |                                                     |  |  |                                    |                                    |                                    |                                    |                                    |                                    |  |  |                                         |                                         |                                         |                                         |                                         |                                         |  |  |                                                   |                                                   |                                                   |                                                   |                                                   |                                                   |  |  |                              |                              |                              |                              |                              |                              |  |  |                             |                             |                             |                             |                             |                             |                |                |                           |                           |                           |                           |                           |                           |                 |                 |                              |                              |                              |                              |                              |                              |  |  |                            |                            |                            |                            |                            |                            |
| George Rokesby, Viscount Kennard (* 1750) | George Rokesby, Viscount Kennard (* 1750) | George Rokesby, Viscount Kennard (* 1750) | George Rokesby, Viscount Kennard (* 1750) | George Rokesby, Viscount Kennard (* 1750) | George Rokesby, Viscount Kennard (* 1750) |  |  | Captain Edward Rokesby (* 1755) ⚭ Cecilia Harcourt (* 1756) | Captain Edward Rokesby (* 1755) ⚭ Cecilia Harcourt (* 1756) | Captain Edward Rokesby (* 1755) ⚭ Cecilia Harcourt (* 1756) | Captain Edward Rokesby (* 1755) ⚭ Cecilia Harcourt (* 1756) | Captain Edward Rokesby (* 1755) ⚭ Cecilia Harcourt (* 1756) | Captain Edward Rokesby (* 1755) ⚭ Cecilia Harcourt (* 1756) |  |  | Sybilla „Billie“ Bridgerton (* 1756) | Sybilla „Billie“ Bridgerton (* 1756) | Sybilla „Billie“ Bridgerton (* 1756) | Sybilla „Billie“ Bridgerton (* 1756) | Sybilla „Billie“ Bridgerton (* 1756) | Sybilla „Billie“ Bridgerton (* 1756) |  |  | Mary Rokesby (* 1756) ⚭ Felix Maynard (* 1750) | Mary Rokesby (* 1756) ⚭ Felix Maynard (* 1750) | Mary Rokesby (* 1756) ⚭ Felix Maynard (* 1750) | Mary Rokesby (* 1756) ⚭ Felix Maynard (* 1750) | Mary Rokesby (* 1756) ⚭ Felix Maynard (* 1750) | Mary Rokesby (* 1756) ⚭ Felix Maynard (* 1750) |  |  | Lieutenant Andrew Rokesby (* 1757) | Lieutenant Andrew Rokesby (* 1757) | Lieutenant Andrew Rokesby (* 1757) | Lieutenant Andrew Rokesby (* 1757) | Lieutenant Andrew Rokesby (* 1757) | Lieutenant Andrew Rokesby (* 1757) |  |  | Edmund Bridgerton (* 1764) ⚭ Violet Ledger (* 1766) | Edmund Bridgerton (* 1764) ⚭ Violet Ledger (* 1766) | Edmund Bridgerton (* 1764) ⚭ Violet Ledger (* 1766) | Edmund Bridgerton (* 1764) ⚭ Violet Ledger (* 1766) | Edmund Bridgerton (* 1764) ⚭ Violet Ledger (* 1766) | Edmund Bridgerton (* 1764) ⚭ Violet Ledger (* 1766) |  |  | Nicholas Rokesby (* 1764)          | Nicholas Rokesby (* 1764)          | Nicholas Rokesby (* 1764)          | Nicholas Rokesby (* 1764)          | Nicholas Rokesby (* 1764)          | Nicholas Rokesby (* 1764)          |  |  | Georgiana „Georgie“ Bridgerton (* 1765) | Georgiana „Georgie“ Bridgerton (* 1765) | Georgiana „Georgie“ Bridgerton (* 1765) | Georgiana „Georgie“ Bridgerton (* 1765) | Georgiana „Georgie“ Bridgerton (* 1765) | Georgiana „Georgie“ Bridgerton (* 1765) |  |  | Hugo Bridgerton (* 1766) ⚭ Winifred Page (* 1776) | Hugo Bridgerton (* 1766) ⚭ Winifred Page (* 1776) | Hugo Bridgerton (* 1766) ⚭ Winifred Page (* 1776) | Hugo Bridgerton (* 1766) ⚭ Winifred Page (* 1776) | Hugo Bridgerton (* 1766) ⚭ Winifred Page (* 1776) | Hugo Bridgerton (* 1766) ⚭ Winifred Page (* 1776) |  |  | Roger Bridgerton (1759–1784) | Roger Bridgerton (1759–1784) | Roger Bridgerton (1759–1784) | Roger Bridgerton (1759–1784) | Roger Bridgerton (1759–1784) | Roger Bridgerton (1759–1784) |  |  | Richard Bridgerton (* 1761) | Richard Bridgerton (* 1761) | Richard Bridgerton (* 1761) | Richard Bridgerton (* 1761) | Richard Bridgerton (* 1761) | Richard Bridgerton (* 1761) |                |                | Poppy Bridgerton (* 1763) | Poppy Bridgerton (* 1763) | Poppy Bridgerton (* 1763) | Poppy Bridgerton (* 1763) | Poppy Bridgerton (* 1763) | Poppy Bridgerton (* 1763) |                 |                 | Reginald Bridgerton (* 1765) | Reginald Bridgerton (* 1765) | Reginald Bridgerton (* 1765) | Reginald Bridgerton (* 1765) | Reginald Bridgerton (* 1765) | Reginald Bridgerton (* 1765) |  |  | Ronald Bridgerton (* 1767) | Ronald Bridgerton (* 1767) | Ronald Bridgerton (* 1767) | Ronald Bridgerton (* 1767) | Ronald Bridgerton (* 1767) | Ronald Bridgerton (* 1767) |
| George Rokesby, Viscount Kennard (* 1750) | George Rokesby, Viscount Kennard (* 1750) | George Rokesby, Viscount Kennard (* 1750) | George Rokesby, Viscount Kennard (* 1750) | George Rokesby, Viscount Kennard (* 1750) | George Rokesby, Viscount Kennard (* 1750) |  |  | Captain Edward Rokesby (* 1755) ⚭ Cecilia Harcourt (* 1756) | Captain Edward Rokesby (* 1755) ⚭ Cecilia Harcourt (* 1756) | Captain Edward Rokesby (* 1755) ⚭ Cecilia Harcourt (* 1756) | Captain Edward Rokesby (* 1755) ⚭ Cecilia Harcourt (* 1756) | Captain Edward Rokesby (* 1755) ⚭ Cecilia Harcourt (* 1756) | Captain Edward Rokesby (* 1755) ⚭ Cecilia Harcourt (* 1756) |  |  | Sybilla „Billie“ Bridgerton (* 1756) | Sybilla „Billie“ Bridgerton (* 1756) | Sybilla „Billie“ Bridgerton (* 1756) | Sybilla „Billie“ Bridgerton (* 1756) | Sybilla „Billie“ Bridgerton (* 1756) | Sybilla „Billie“ Bridgerton (* 1756) |  |  | Mary Rokesby (* 1756) ⚭ Felix Maynard (* 1750) | Mary Rokesby (* 1756) ⚭ Felix Maynard (* 1750) | Mary Rokesby (* 1756) ⚭ Felix Maynard (* 1750) | Mary Rokesby (* 1756) ⚭ Felix Maynard (* 1750) | Mary Rokesby (* 1756) ⚭ Felix Maynard (* 1750) | Mary Rokesby (* 1756) ⚭ Felix Maynard (* 1750) |  |  | Lieutenant Andrew Rokesby (* 1757) | Lieutenant Andrew Rokesby (* 1757) | Lieutenant Andrew Rokesby (* 1757) | Lieutenant Andrew Rokesby (* 1757) | Lieutenant Andrew Rokesby (* 1757) | Lieutenant Andrew Rokesby (* 1757) |  |  | Edmund Bridgerton (* 1764) ⚭ Violet Ledger (* 1766) | Edmund Bridgerton (* 1764) ⚭ Violet Ledger (* 1766) | Edmund Bridgerton (* 1764) ⚭ Violet Ledger (* 1766) | Edmund Bridgerton (* 1764) ⚭ Violet Ledger (* 1766) | Edmund Bridgerton (* 1764) ⚭ Violet Ledger (* 1766) | Edmund Bridgerton (* 1764) ⚭ Violet Ledger (* 1766) |  |  | Nicholas Rokesby (* 1764)          | Nicholas Rokesby (* 1764)          | Nicholas Rokesby (* 1764)          | Nicholas Rokesby (* 1764)          | Nicholas Rokesby (* 1764)          | Nicholas Rokesby (* 1764)          |  |  | Georgiana „Georgie“ Bridgerton (* 1765) | Georgiana „Georgie“ Bridgerton (* 1765) | Georgiana „Georgie“ Bridgerton (* 1765) | Georgiana „Georgie“ Bridgerton (* 1765) | Georgiana „Georgie“ Bridgerton (* 1765) | Georgiana „Georgie“ Bridgerton (* 1765) |  |  | Hugo Bridgerton (* 1766) ⚭ Winifred Page (* 1776) | Hugo Bridgerton (* 1766) ⚭ Winifred Page (* 1776) | Hugo Bridgerton (* 1766) ⚭ Winifred Page (* 1776) | Hugo Bridgerton (* 1766) ⚭ Winifred Page (* 1776) | Hugo Bridgerton (* 1766) ⚭ Winifred Page (* 1776) | Hugo Bridgerton (* 1766) ⚭ Winifred Page (* 1776) |  |  | Roger Bridgerton (1759–1784) | Roger Bridgerton (1759–1784) | Roger Bridgerton (1759–1784) | Roger Bridgerton (1759–1784) | Roger Bridgerton (1759–1784) | Roger Bridgerton (1759–1784) |  |  | Richard Bridgerton (* 1761) | Richard Bridgerton (* 1761) | Richard Bridgerton (* 1761) | Richard Bridgerton (* 1761) | Richard Bridgerton (* 1761) | Richard Bridgerton (* 1761) |                |                | Poppy Bridgerton (* 1763) | Poppy Bridgerton (* 1763) | Poppy Bridgerton (* 1763) | Poppy Bridgerton (* 1763) | Poppy Bridgerton (* 1763) | Poppy Bridgerton (* 1763) |                 |                 | Reginald Bridgerton (* 1765) | Reginald Bridgerton (* 1765) | Reginald Bridgerton (* 1765) | Reginald Bridgerton (* 1765) | Reginald Bridgerton (* 1765) | Reginald Bridgerton (* 1765) |  |  | Ronald Bridgerton (* 1767) | Ronald Bridgerton (* 1767) | Ronald Bridgerton (* 1767) | Ronald Bridgerton (* 1767) | Ronald Bridgerton (* 1767) | Ronald Bridgerton (* 1767) |
|                                           |                                           |                                           |                                           |                                           |                                           |  |  |                                                             |                                                             |                                                             |                                                             |                                                             |                                                             |  |  |                                      |                                      |                                      |                                      |                                      |                                      |  |  |                                                |                                                |                                                |                                                |                                                |                                                |  |  |                                    |                                    |                                    |                                    |                                    |                                    |  |  |                                                     |                                                     |                                                     |                                                     |                                                     |                                                     |  |  |                                    |                                    |                                    |                                    |                                    |                                    |  |  |                                         |                                         |                                         |                                         |                                         |                                         |  |  |                                                   |                                                   |                                                   |                                                   |                                                   |                                                   |  |  |                              |                              |                              |                              |                              |                              |  |  |                             |                             |                             |                             |                             |                             |                |                |                           |                           |                           |                           |                           |                           |                 |                 |                              |                              |                              |                              |                              |                              |  |  |                            |                            |                            |                            |                            |                            |
|                                           |                                           |                                           |                                           |                                           |                                           |  |  |                                                             |                                                             |                                                             |                                                             |                                                             |                                                             |  |  |                                      |                                      |                                      |                                      |                                      |                                      |  |  |                                                |                                                |                                                |                                                |                                                |                                                |  |  |                                    |                                    |                                    |                                    |                                    |                                    |  |  |                                                     |                                                     |                                                     |                                                     |                                                     |                                                     |  |  |                                    |                                    |                                    |                                    |                                    |                                    |  |  |                                         |                                         |                                         |                                         |                                         |                                         |  |  |                                                   |                                                   |                                                   |                                                   |                                                   |                                                   |  |  |                              |                              |                              |                              |                              |                              |  |  |                             |                             |                             |                             |                             |                             |                |                |                           |                           |                           |                           |                           |                           |                 |                 |                              |                              |                              |                              |                              |                              |  |  |                            |                            |                            |                            |                            |                            |

## Rezeption

### Rezensionen
Die Bridgerton-Romane werden für Leute, die keine Liebesromane lesen, als Einstiegslektüre empfohlen. Alyssa Rosenberg der Washington Post befindet, dass sie einerseits alle Erzählstandards geradliniger Regency-Liebesromane erfüllen, lobt andererseits aber auch besonders den davon abweichenden Humor. So würden sie sich nicht scheuen, Klischees zu parodieren, und sich selbst nicht zu ernst nehmen. Die Liebesgeschichten seien überzeugend, weil Quinn die wichtigste Lektion aus Jane Austens Büchern gelernt habe, nämlich dass fiktionale Paare sich gegenseitig ergänzen; in den Romanen sei aber auch die Entwicklung der Charaktere als Individuen gleichermaßen wichtig.
Bobbi Dumas für NPR urteilte über die Figuren der Romane: „Quinn hat eine so sympathische und ansprechende Familie, eine so lebhafte und einnehmende Gemeinschaft geschaffen, dass wir in die Seiten kriechen und sie kennen wollen. Wir wollen mit den Frauen befreundet sein und sind natürlich in die Männer verliebt – nicht nur weil sie reich, aristokratisch und schön sind, sondern weil sie wahrlich liebenswürdige, gelegentlich makelbehaftete und vollständig nachempfindbare Figuren sind. Leute, von denen man wirklich wünscht, sie zu kennen. Mehr noch, Quinn sprenkelt ihre einfallsreiche London-Leinwand mit unterhaltsamen Nebenfiguren, die von Buch zu Buch driften und als Comic Relief, scharfe Beobachter oder manchmal lästige Weise dienen.“

### NYT-Bestseller
An Offer from a Gentleman war der erste Roman von Julia Quinn und damit auch der erste der Bridgerton-Reihe, der einen Platz in der New-York-Times-Bestsellerliste erreichte, was seitdem jedem ihrer Romane gelang. Nach Erscheinen der Fernsehserie landete im Januar 2021 The Duke and I auf dem ersten Platz sowie auch The Viscount Who Loved Me und Romancing Mr. Bridgerton in der Liste. Es war das erste Mal für Quinn, dass sich mehrere ihrer Romane in der Liste befanden als auch dass sich einer mehr als eine Woche auf dem ersten Platz hielt.

### RITA Awards
RITA Awards
- 2001[8]
  - The Duke and I Finalist als Short Historical Romance
  - The Viscount Who Loved Me: Finalist als Long Historical Romance
- 2003: Romancing Mr. Bridgerton: Finalist als Long Historical Romance[9]
- 2007: On the Way to the Wedding: Gewinner als Long Historical Romance[10]

## Verfilmung
Seit 2020 erscheint bei Netflix die von Shonda Rhimes produzierte gleichnamige Fernsehserie. Rhimes erwarb 2016 von Julia Quinn, die sofort zusagte, die Rechte an den Büchern und holte darauf ihren Produktionskollegen Chris Van Dusen als Showrunner hinzu. Nachdem Rhimes 2017 einen Mehrjahresvertrag mit Netflix abgeschlossen hatte, wurde das Projekt erstmals im Juli 2018 angekündigt.
Die Serie setzt die Romane staffelweise um, aber erweitert sie auch mit weiteren Handlungssträngen und Figuren, etwa der Königin Charlotte, und diversifiziert sie. So sind beispielsweise die Königin, Lady Danbury und Simon Basset Schwarze; aus den Sheffields wurden die indischstämmigen Sharmas. Außerdem variiert die Reihenfolge der Geschichten, denn nach zwei Staffeln um Daphne und Anthony wird für die dritte Colins und Penelopes Geschichte vorgezogen.